# NHL Entry Draft 2001
Der NHL Entry Draft 2001 fand am 23. und 24. Juni 2001 im National Car Rental Center in Sunrise im US-Bundesstaat Florida statt. Bei der 39. Auflage des NHL Entry Draft wählten die Teams der National Hockey League (NHL) in neun Runden insgesamt 289 Spieler aus. Als First Overall Draft Pick wurde der russische Flügelstürmer Ilja Kowaltschuk von den Atlanta Thrashers ausgewählt. Auf den Positionen zwei und drei folgten Jason Spezza für die Ottawa Senators und Alexander Switow für die Tampa Bay Lightning.
Wie alle Drafts der späten 1990er und frühen 2000er Jahre war auch der Jahrgang 2001 vergleichsweise stark europäisch geprägt. Während Kowaltschuk zum ersten an Position eins gedrafteten Russen wurde, wählten die Teams sieben deutsche Spieler aus, was bis heute den Bestwert darstellt – darunter Marcel Goc, Christian Ehrhoff und Dennis Seidenberg. Zu weiteren erwähnenswerten Spielern gehören unter anderem Mikko Koivu, Tuomo Ruutu, Dan Hamhuis, Aleš Hemský, Fjodor Tjutin, Michael Cammalleri, Chris Thorburn, Jason Pominville, Tomáš Plekanec, Craig Anderson, Patrick Sharp, Kevin Bieksa, Mike Smith, Marek Židlický, Jussi Jokinen, Cristobal Huet und Johnny Oduya. Kein Akteur erreichte die Marke von 1000 Scorerpunkten oder wurde bisher in der Hockey Hall of Fame berücksichtigt, sodass dieser Jahrgang insgesamt eher in der Breite als in der Spitze überzeugte. Ferner befanden sich unter den 289 Picks 19 zusätzliche Wahlrechte, die gemäß dem Collective Bargaining Agreement jene Teams erhielten, die bestimmte Spieler über die Free Agency verloren hatten oder die sich mit früheren Erstrunden-Draftpicks nicht auf einen Vertrag haben einigen können.

## Draft-Reihenfolge

### Lotterie
| Nr. | Team                    | Chance |
| 1.  | New York Islanders      | 25,0 % |
| 2.  | Tampa Bay Lightning     | 18,8 % |
| 3.  | Atlanta Thrashers       | 14,2 % |
| 4.  | Florida Panthers        | 10,7 % |
| 5.  | Mighty Ducks of Anaheim | 8,1 %  |
| 6.  | Minnesota Wild          | 6,2 %  |
| 7.  | Canadiens de Montréal   | 4,7 %  |

| Nr. | Team                  | Chance |
| 8.  | Columbus Blue Jackets | 3,6 %  |
| 9.  | Chicago Blackhawks    | 2,7 %  |
| 10. | New York Rangers      | 2,1 %  |
| 11. | Calgary Flames        | 1,5 %  |
| 12. | Nashville Predators   | 1,1 %  |
| 13. | Boston Bruins         | 0,8 %  |
| 14. | Phoenix Coyotes       | 0,5 %  |

Nachdem sich die Anzahl der NHL-Teams in den letzten drei Jahren jeweils erhöht hatte, blieb diese nun erstmals wieder unverändert. Gleichbedeutend damit änderte sich auch die Zahl der Teilnehmer an der Draft-Lotterie (14) nicht und umfasste nach wie vor alle Mannschaften, die die Playoffs verpasst hatten. Alle Wahrscheinlichkeiten mussten gegenüber dem Vorjahr dennoch erneut angepasst werden und sind in der Tabelle dargestellt. Unverändert blieb dabei zudem, dass ein Team mit dem Gewinn der Lotterie maximal vier Plätze aufsteigen konnte.
Die Lotterie gewannen die Atlanta Thrashers, die somit um zwei Positionen von Rang drei auf eins aufstiegen. Die sonstige Draft-Reihenfolge entsprach der umgedrehten Abschlusstabelle der abgelaufenen Saison, unbeeinflusst vom Erfolg in den Playoffs.

### Transfer von Erstrunden-Wahlrechten
| Pick  | Datum             | Von                          | Zu                       | Modalitäten |
| ----- | ----------------- | ---------------------------- | ------------------------ | --- |
| 2     | 23. Juni 2001     | New York Islanders           | Ottawa Senators          | Die Islanders sandten Zdeno Chára, Bill Muckalt und das Erstrunden-Wahlrecht nach Ottawa und erhielten dafür Alexei Jaschin. |
| 11/14 | 23. Juni 2001     | Calgary Flames (Tausch)      | Phoenix Coyotes (Tausch) | Die Flames sandten ihr Erstrunden-Wahlrecht (11. Position) nach Phoenix und erhielten im Gegenzug das Erstrunden-Wahlrecht der Coyotes (14. Position) sowie ein Zweitrunden-Wahlrecht in diesem Draft. |
| 13/19 | 10. November 2000 | Boston Bruins (Tausch)       | Edmonton Oilers (Tausch) | Die Bruins sandten Anson Carter sowie ein Zweitrunden-Wahlrecht für diesen Draft nach Edmonton und erhielt im Gegenzug Bill Guerin. Ferner einigte man sich darauf, dass Edmonton die Option bekommen sollte, die Erstrunden-Wahlrechte von 2001 zu tauschen, was sie in der Folge auch taten. |
| 23    | 20. August 1997   | Philadelphia Flyers          | Tampa Bay Lightning      | Die Flyers nahmen Chris Gratton mittels Offer Sheet als Restricted Free Agent von den Lightning unter Vertrag und mussten daher vier Erstrunden-Wahlrechte (1998–2001) als Kompensation abgeben. Diese vier Wahlrechte schickte Tampa jedoch direkt wieder nach Philadelphia und erhielt dafür Mikael Renberg und Karl Dykhuis. |
| 23/27 | 23. Juni 2001     | Philadelphia Flyers (Tausch) | Ottawa Senators (Tausch) | Die Flyers sandten ihr Erstrunden-Wahlrecht (23. Position) nach Ottawa und erhielten im Gegenzug das Erstrunden-Wahlrecht der Senators (27. Position) sowie ein Zweitrunden-Wahlrecht im NHL Entry Draft 2002 und ein Siebtrunden-Wahlrecht im Draft 2001. |
| 24    | 4. Januar 1999    | St. Louis Blues              | New Jersey Devils        | Die St. Louis Blues wurden seitens der NHL dafür bestraft, dass sie mit Scott Stevens vor dem Beginn der Free-Agency-Periode 1994 in Verhandlung getreten waren (tampering). Als Kompensation mussten sie ein Erstrunden-Wahlrecht der Drafts 1999 bis 2003 (dieses) an die Devils abgeben, während New Jersey zudem das Recht erhielt, in einem der genannten Drafts die Erstrunden-Wahlrechte mit den Blues zu tauschen, was im weiteren Verlauf 2003 geschah. Außerdem zahlte St. Louis eine Geldstrafe von 1,425 Millionen US-Dollar. |
| 24    | 23. Juni 2001     | New Jersey Devils            | Florida Panthers         | Die Devils sandten das Erstrunden-Wahlrecht der Blues (Position 24) nach Florida und erhielten im Gegenzug zwei Zweitrunden-Wahlrechte (Positionen 44 und 48) für den gleichen Draft. |
| 25    | 13. März 2001     | Washington Capitals          | Canadiens de Montréal    | Die Capitals sandten Jan Bulis, Richard Zedník und das Erstrunden-Wahlrecht nach Montréal und erhielten dafür Trevor Linden, Dainius Zubrus sowie ein Zweitrunden-Wahlrecht in diesem Draft. |
| 29    | 23. März 1999     | Detroit Red Wings            | Chicago Blackhawks       | Die Red Wings sandten Anders Eriksson, ihr Erstrunden-Wahlrecht sowie ein Erstrunden-Wahlrecht im NHL Entry Draft 1999 nach Chicago und erhielten dafür Chris Chelios. |
| 30    | 21. Februar 2001  | Colorado Avalanche           | Los Angeles Kings        | Die Avalanche sandte Adam Deadmarsh, Aaron Miller, Jared Aulin, ihr Erstrunden-Wahlrecht sowie ein weiteres Erstrunden-Wahlrecht im NHL Entry Draft 2003 nach Los Angeles und erhielten im Gegenzug Rob Blake und Steven Reinprecht. |

## Draft-Ergebnis

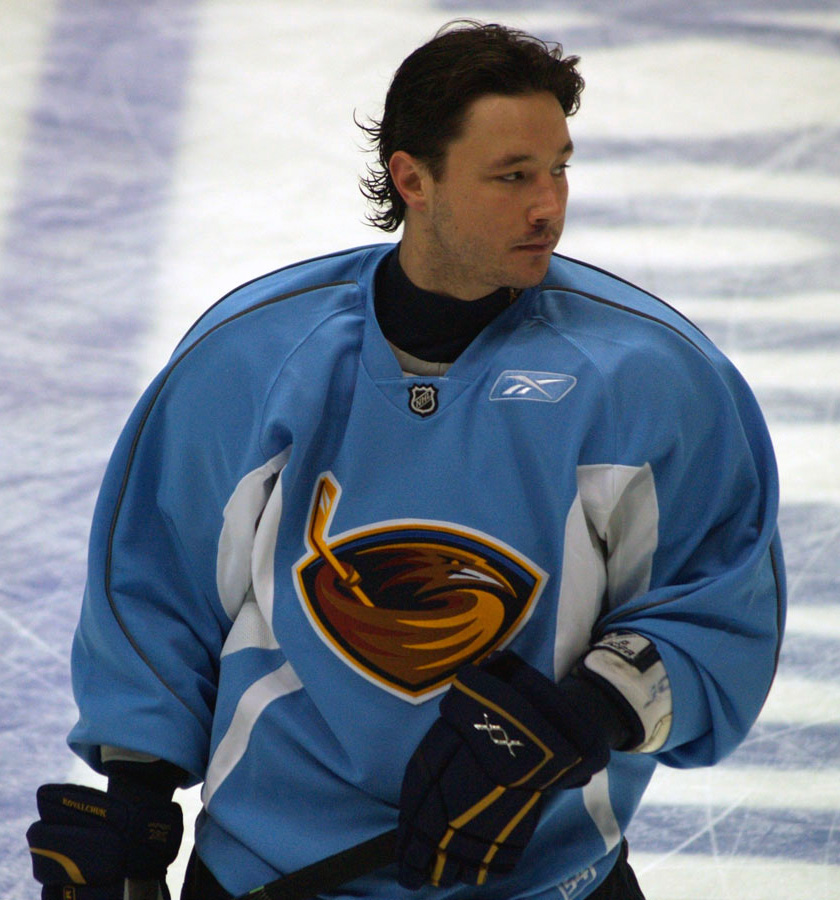
Ilja Kowaltschuk, gewählt an Position 1

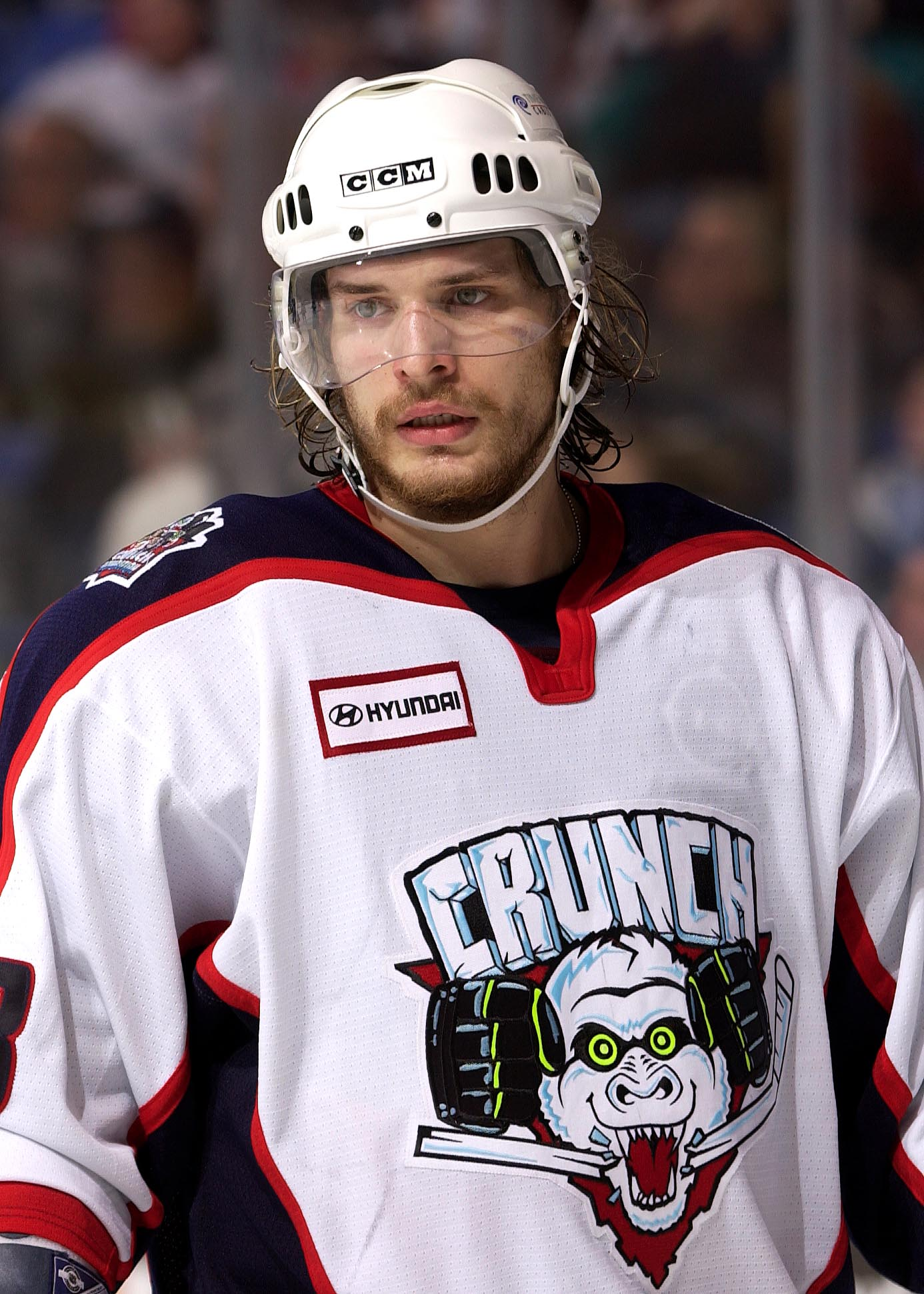
Alexander Switow, gewählt an Position 3

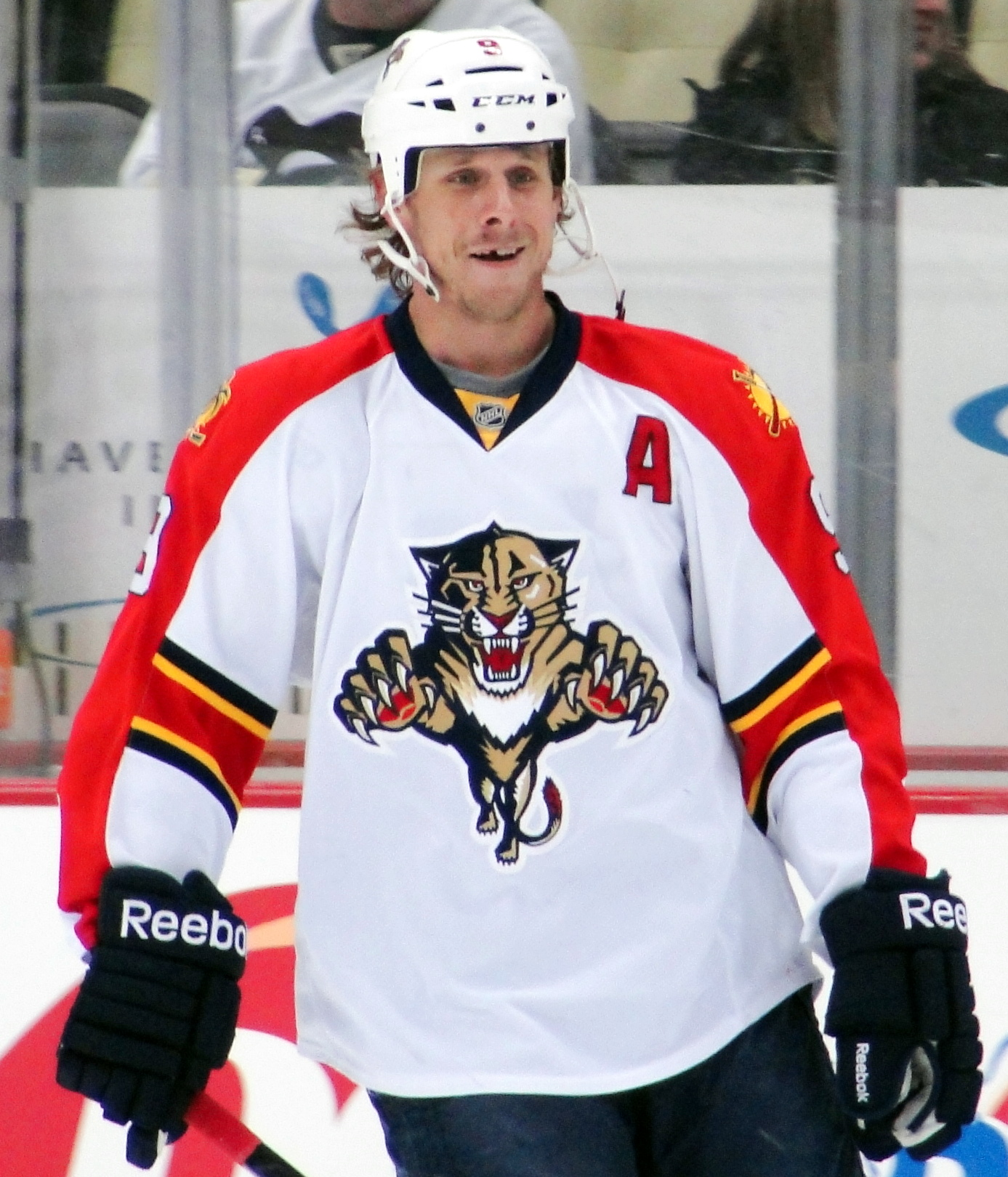
Stephen Weiss, gewählt an Position 4

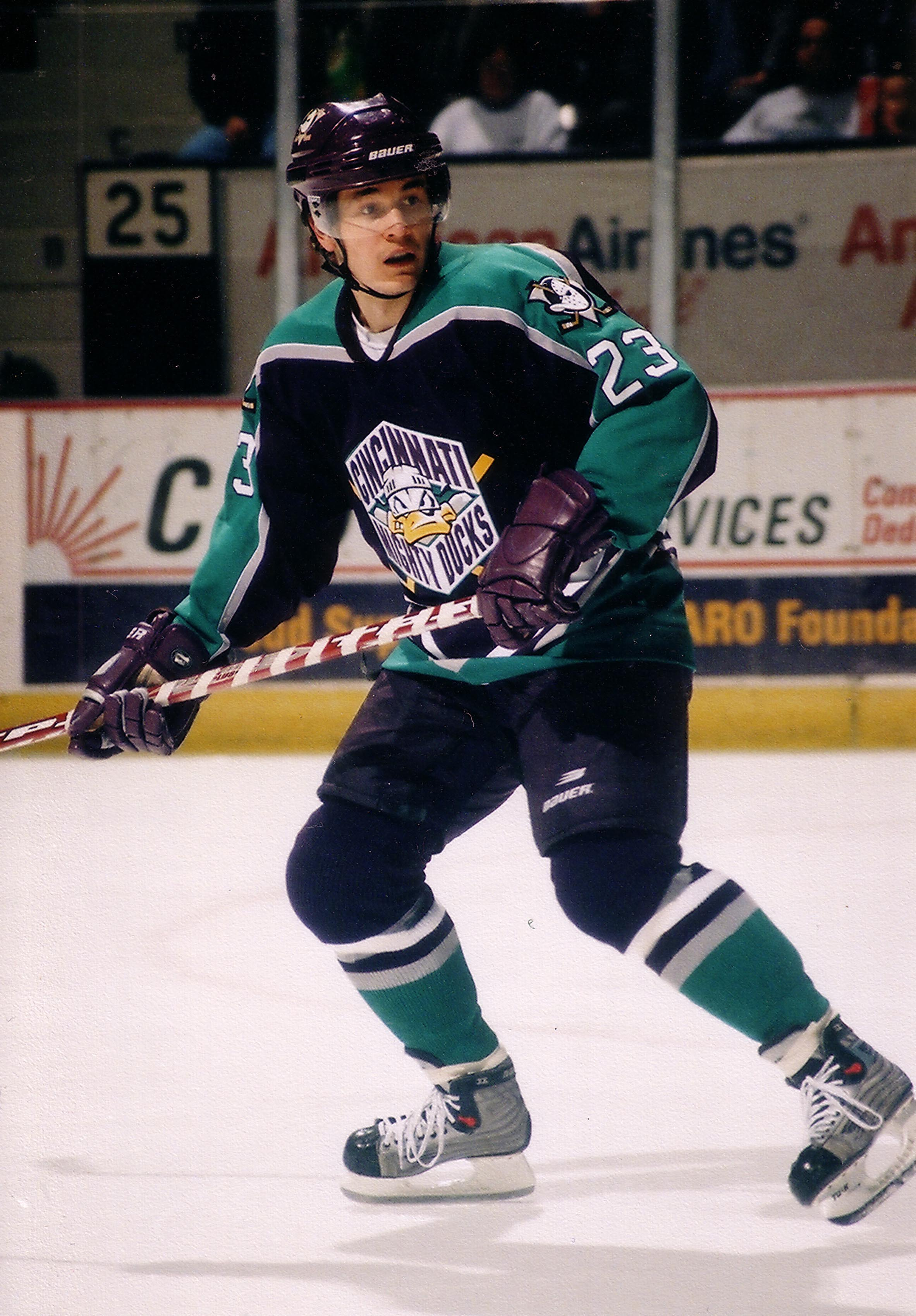
Stanislaw Tschistow, gewählt an Position 5

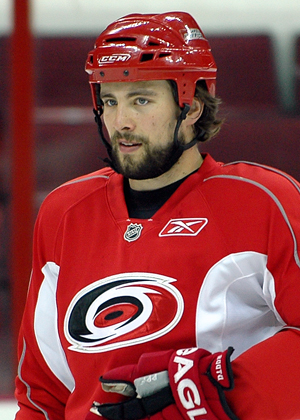
Tuomo Ruutu, gewählt an Position 9

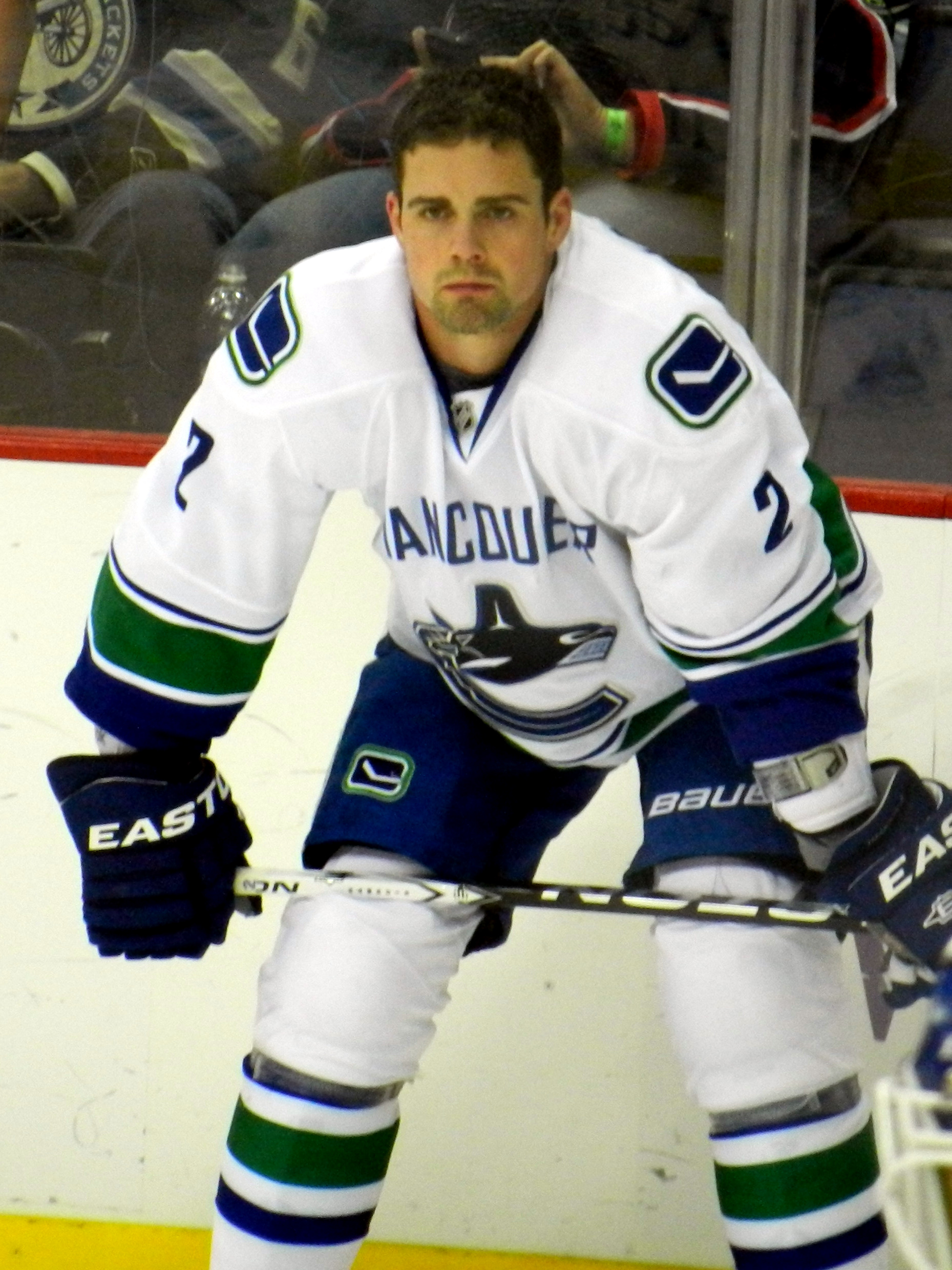
Dan Hamhuis, gewählt an Position 12

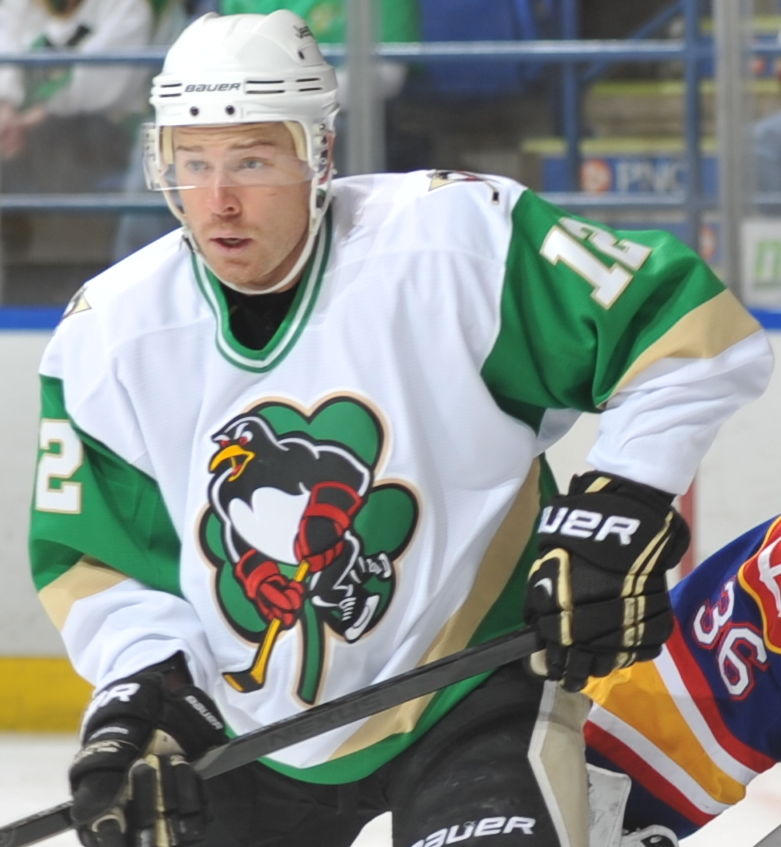
Chuck Kobasew, gewählt an Position 14

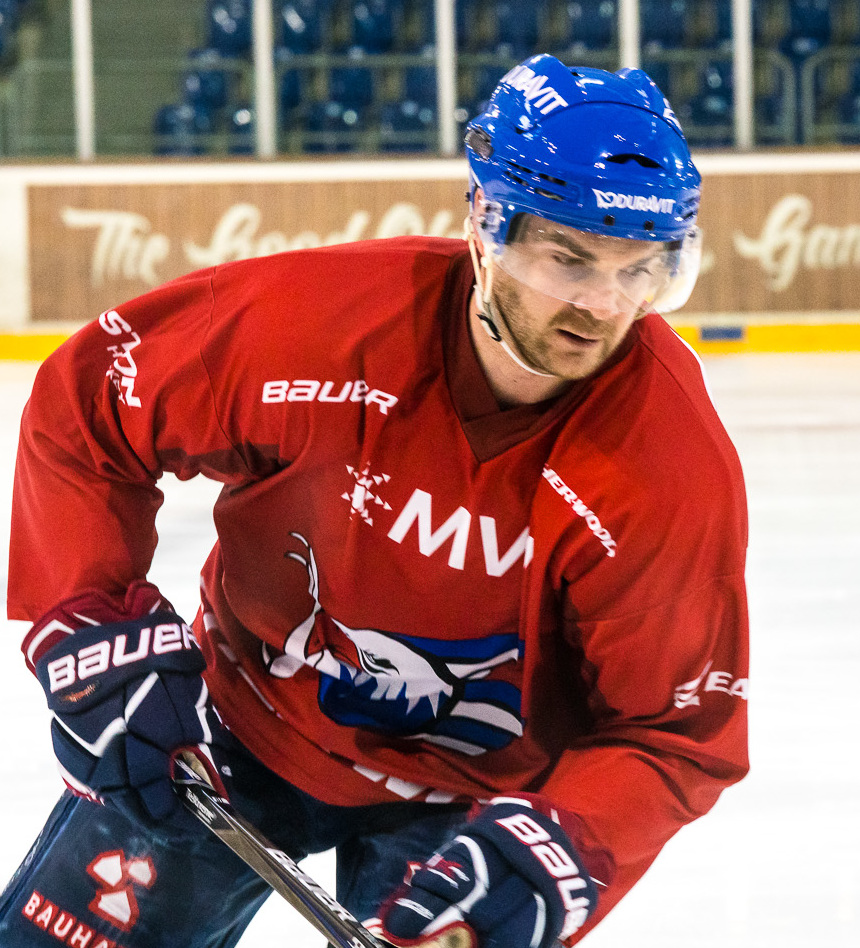
Carlo Colaiacovo, gewählt an Position 17

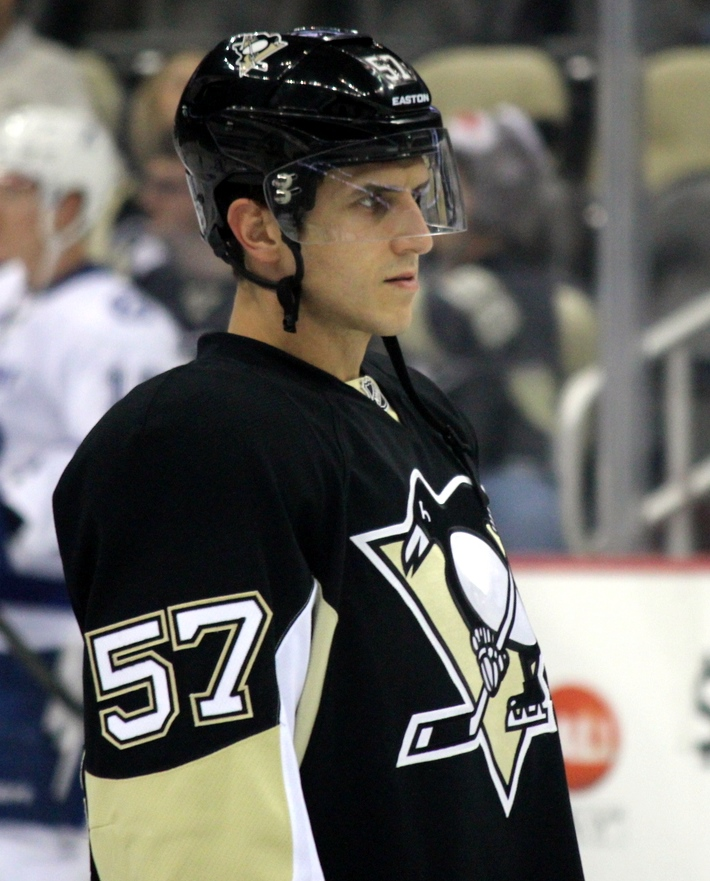
Marcel Goc, gewählt an Position 20

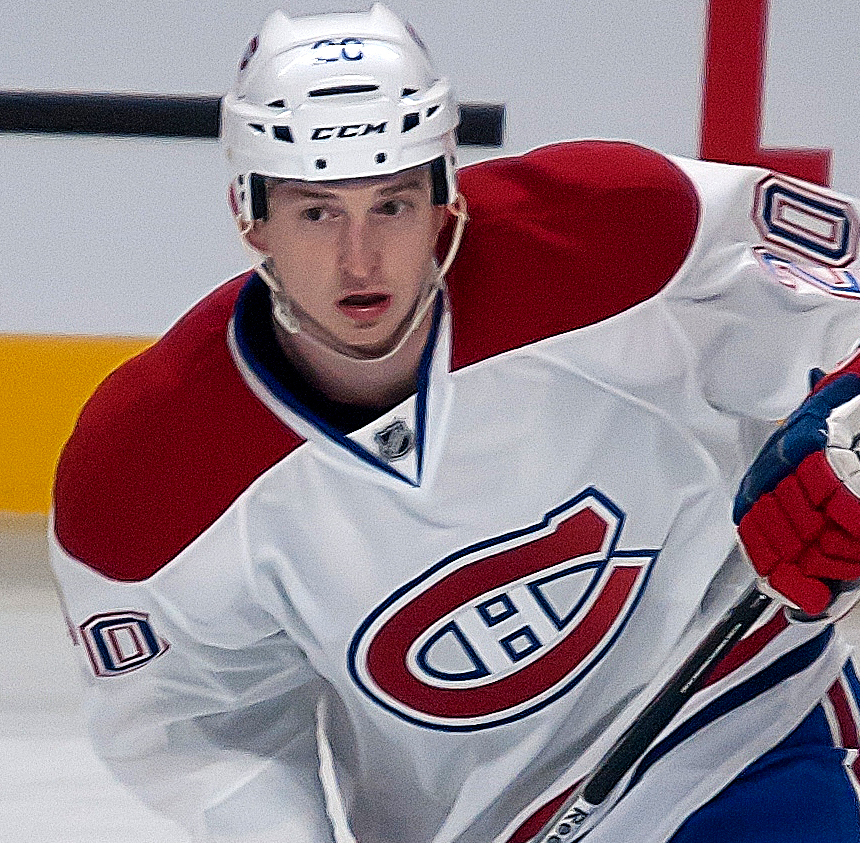
Colby Armstrong, gewählt an Position 21

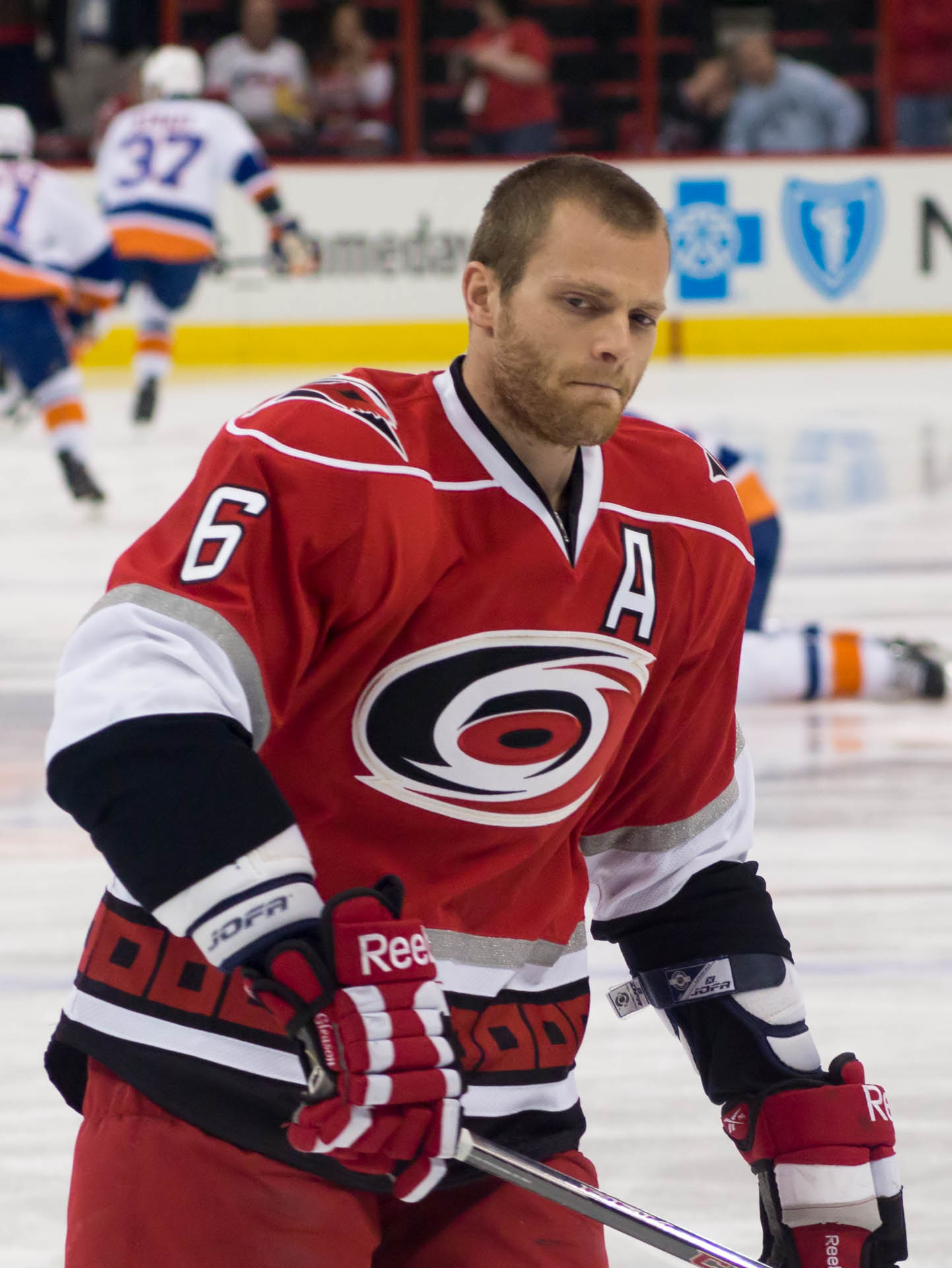
Tim Gleason, gewählt an Position 23

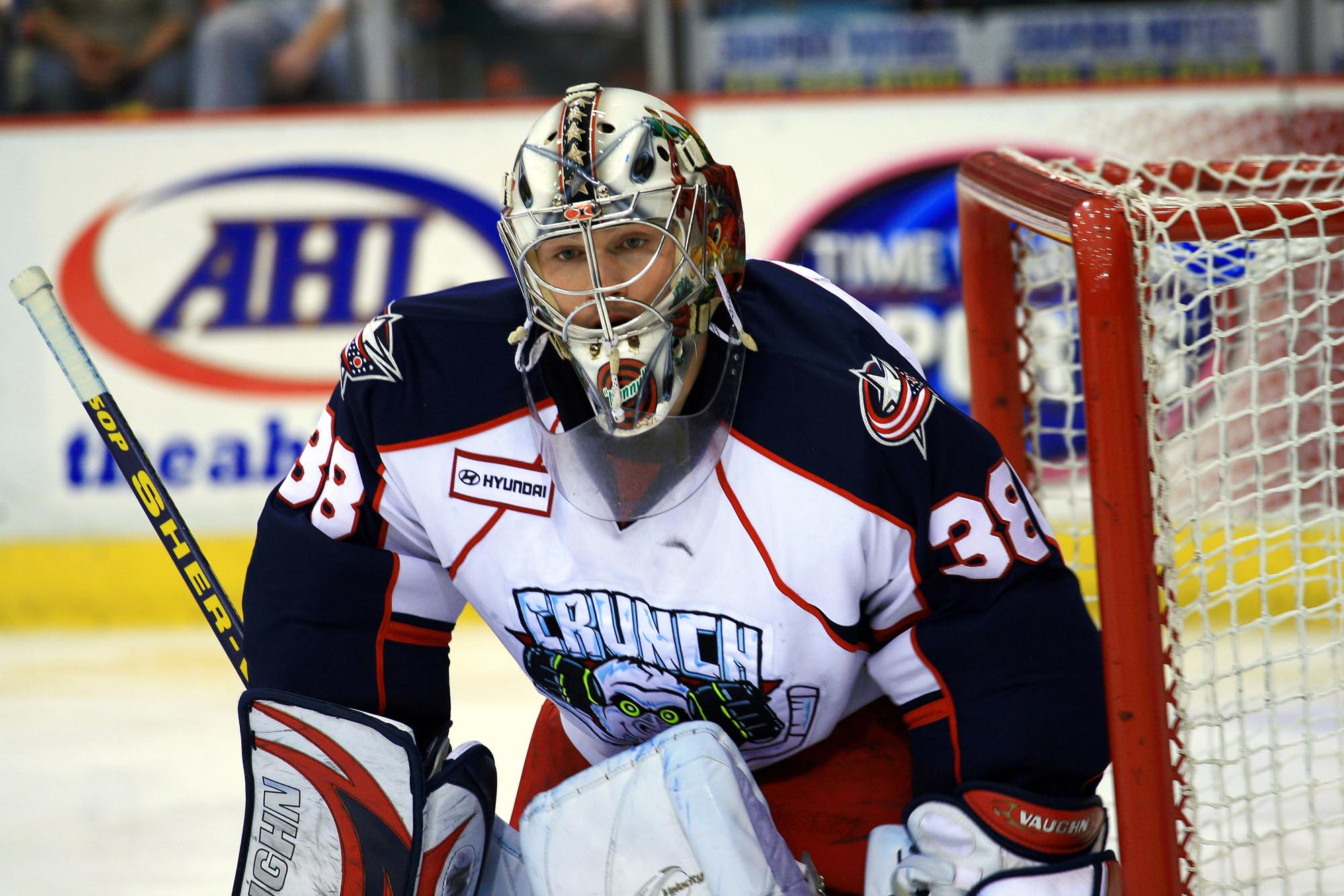
Adam Munro, gewählt an Position 29

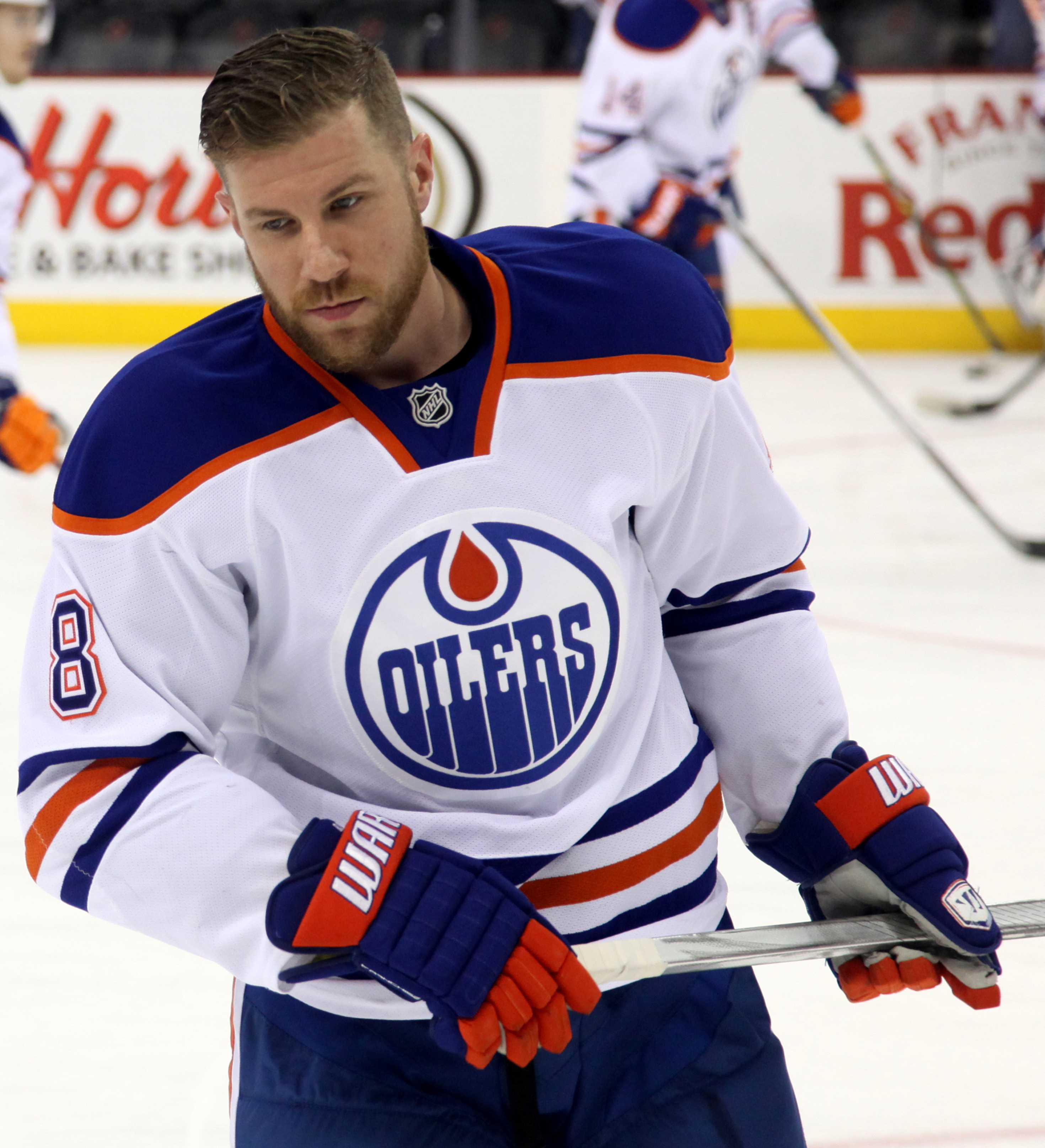
Derek Roy, gewählt an Position 32

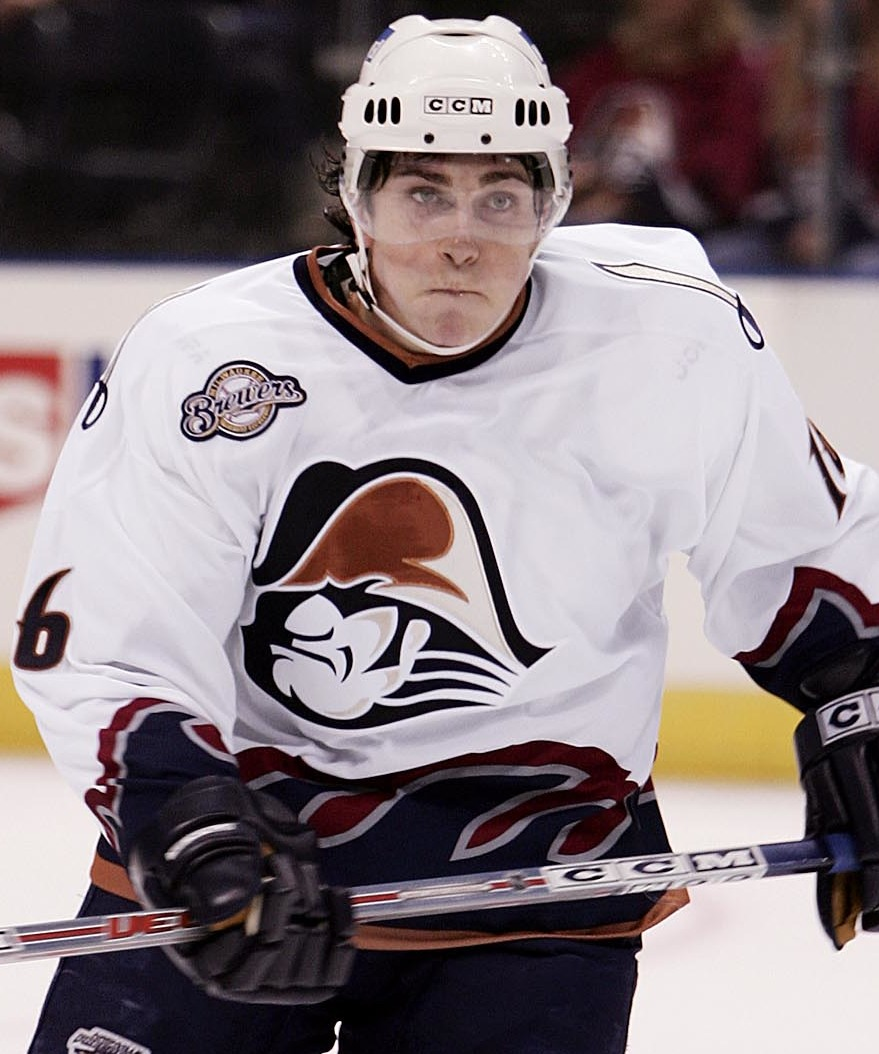
Timofei Schischkanow, gewählt an Position 33

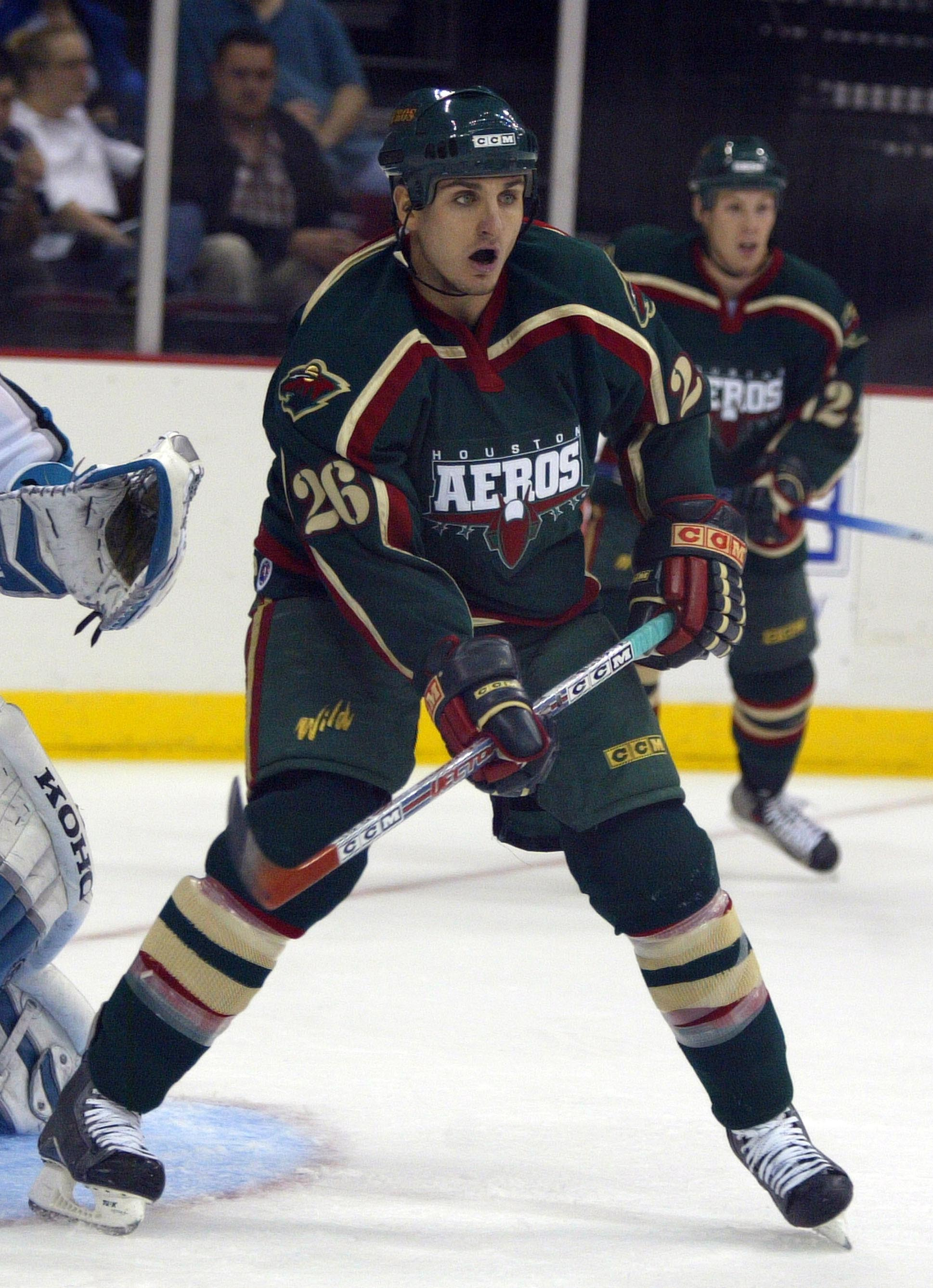
Kyle Wanvig, gewählt an Position 36

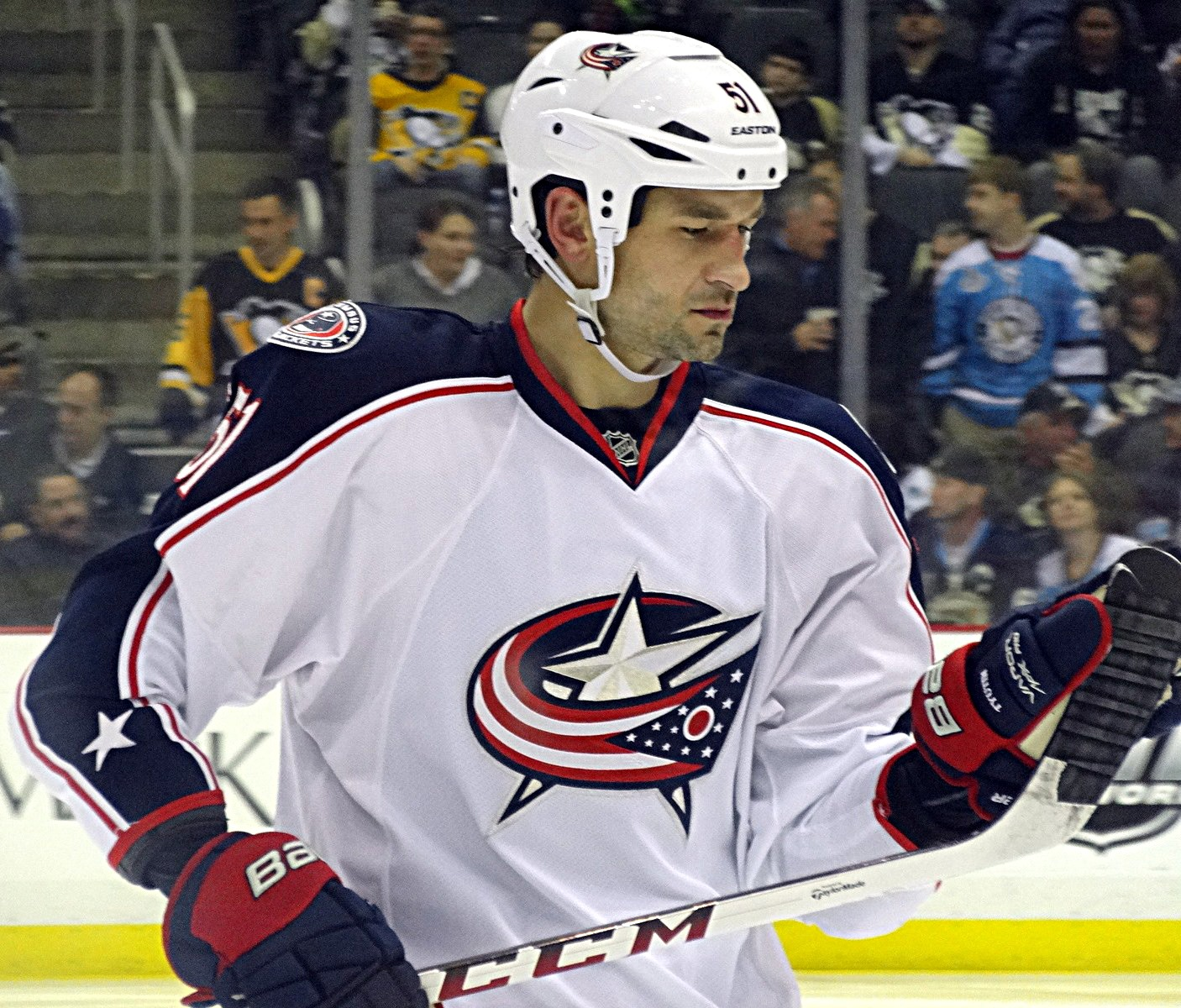
Fjodor Tjutin, gewählt an Position 40

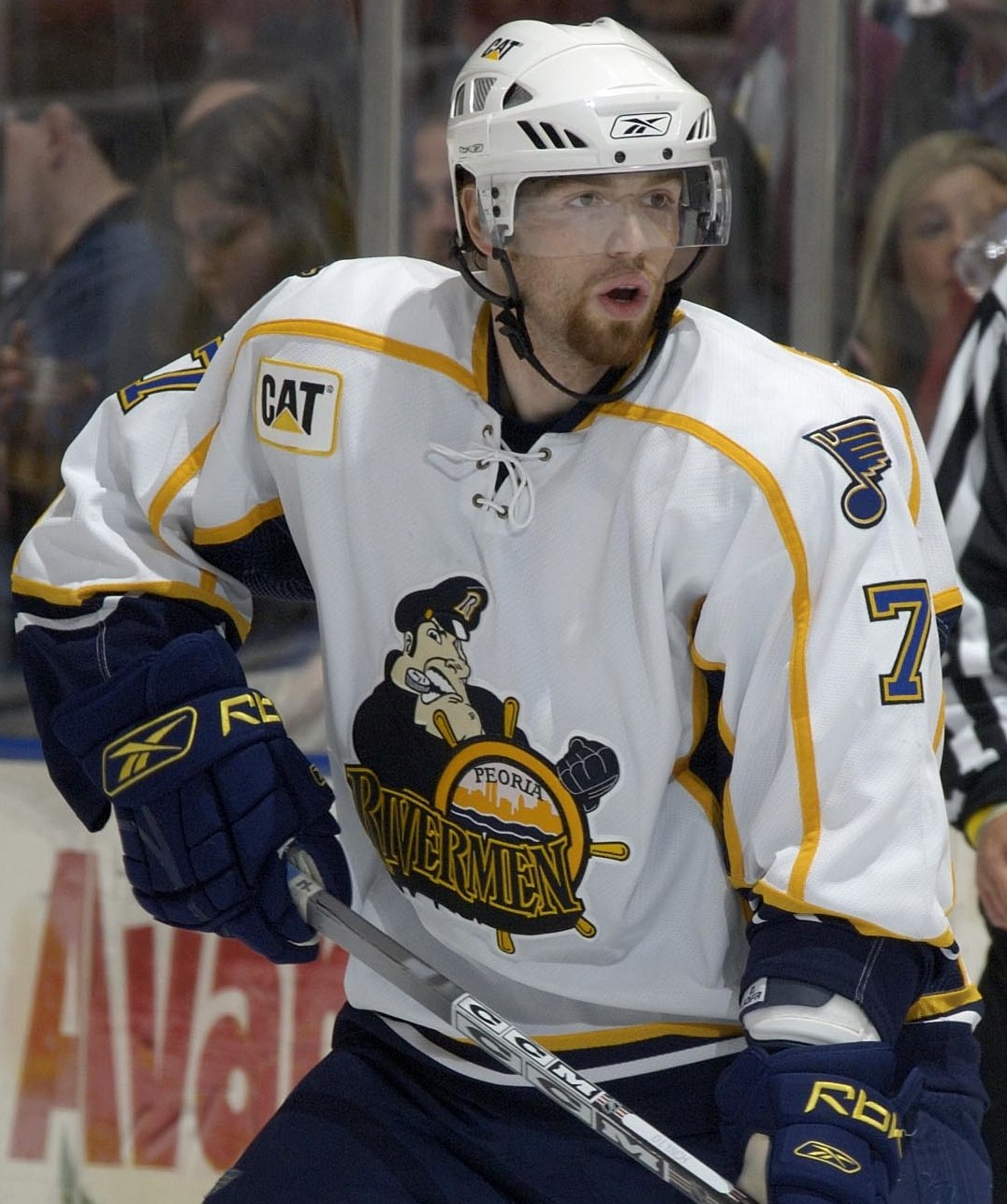
Doug Lynch, gewählt an Position 43

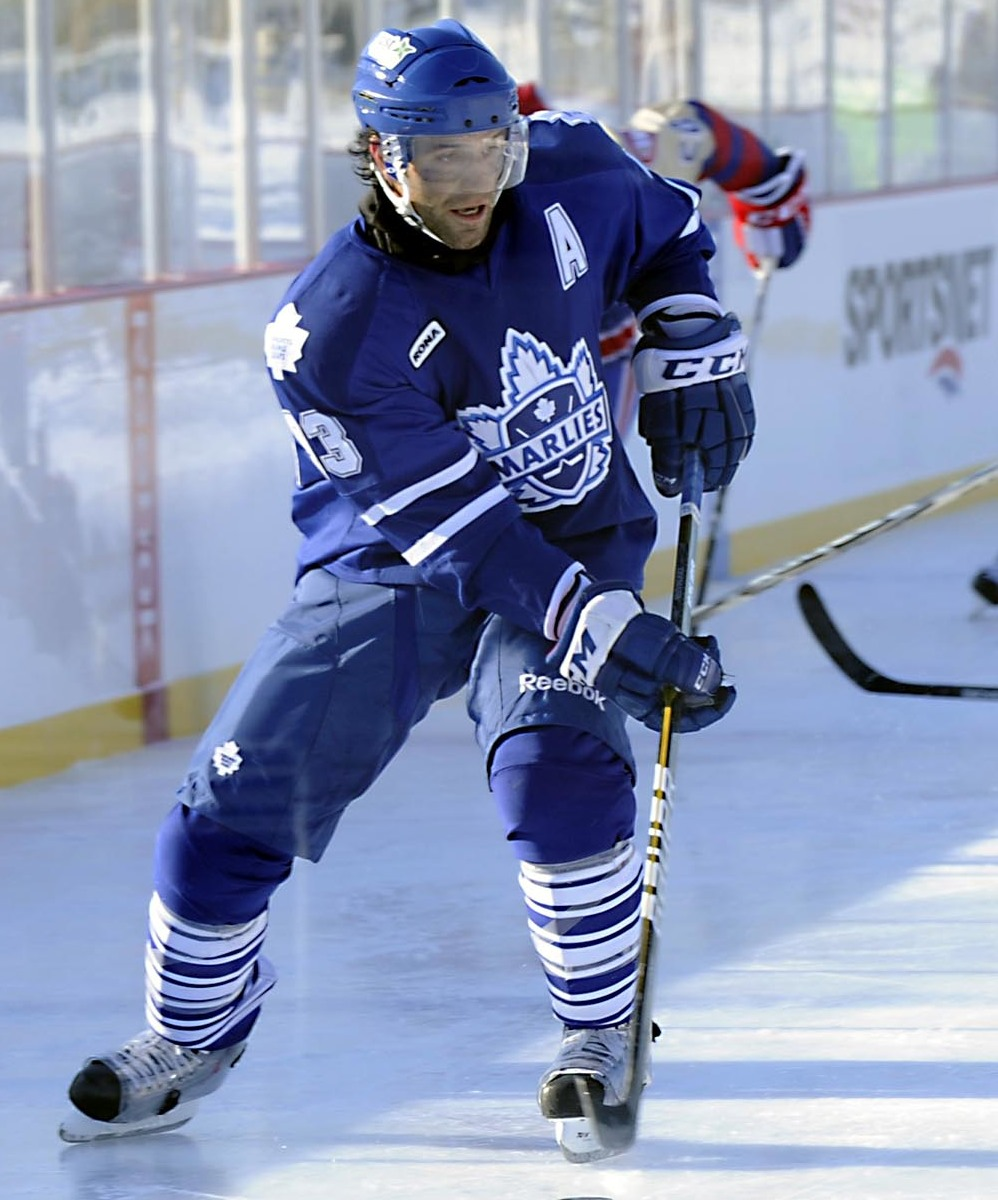
Mike Zigomanis, gewählt an Position 46

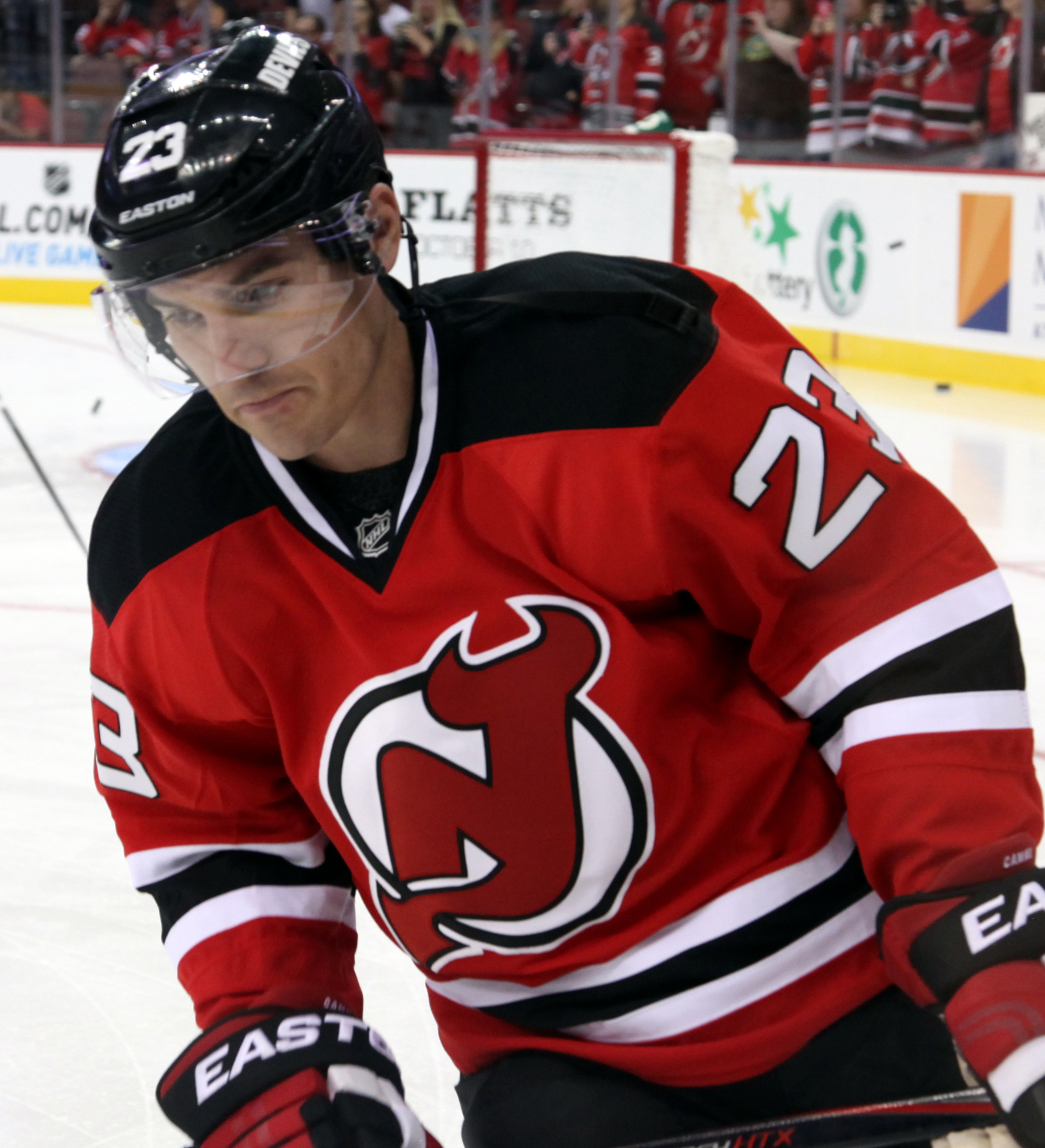
Michael Cammalleri, gewählt an Position 49

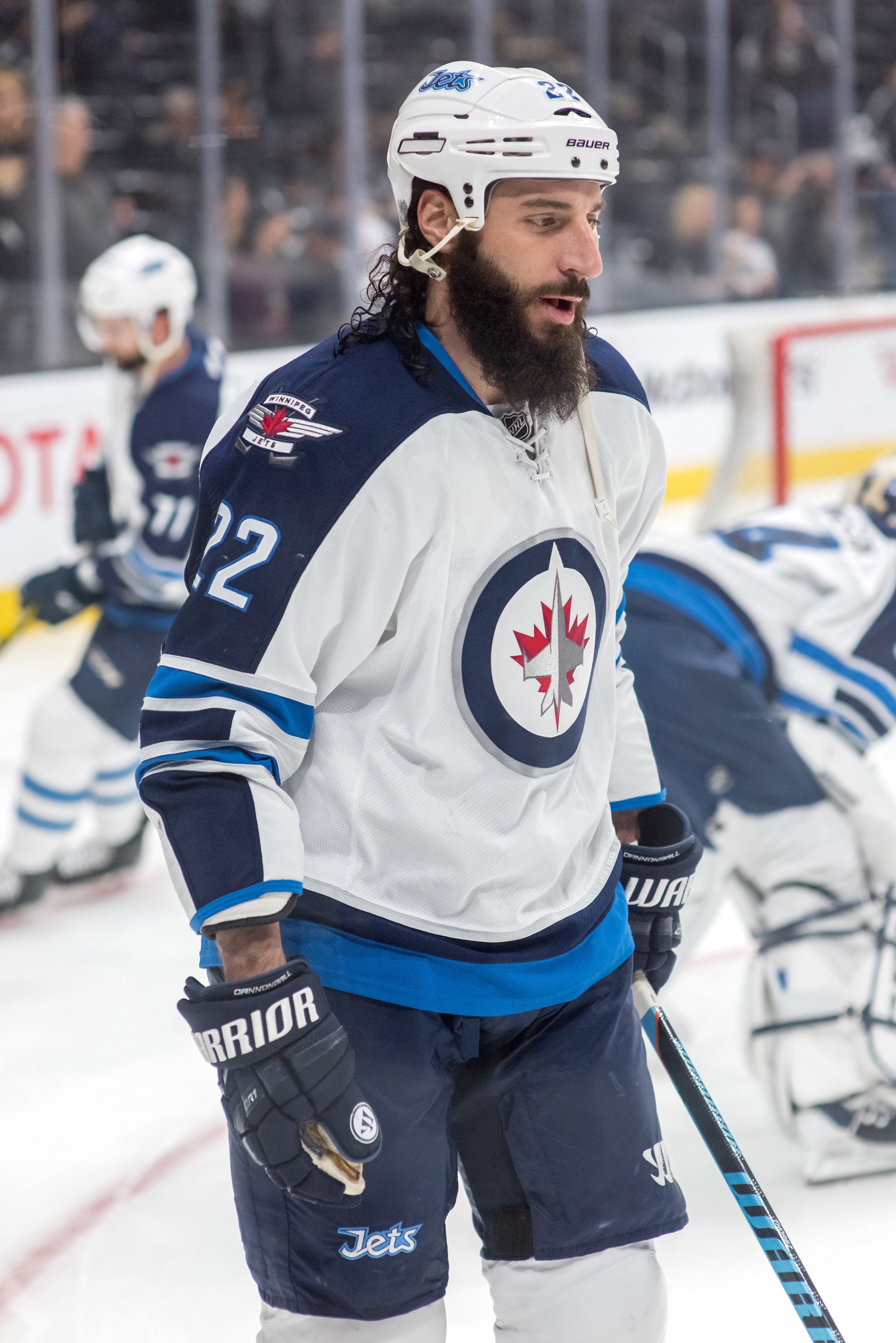
Chris Thorburn, gewählt an Position 50

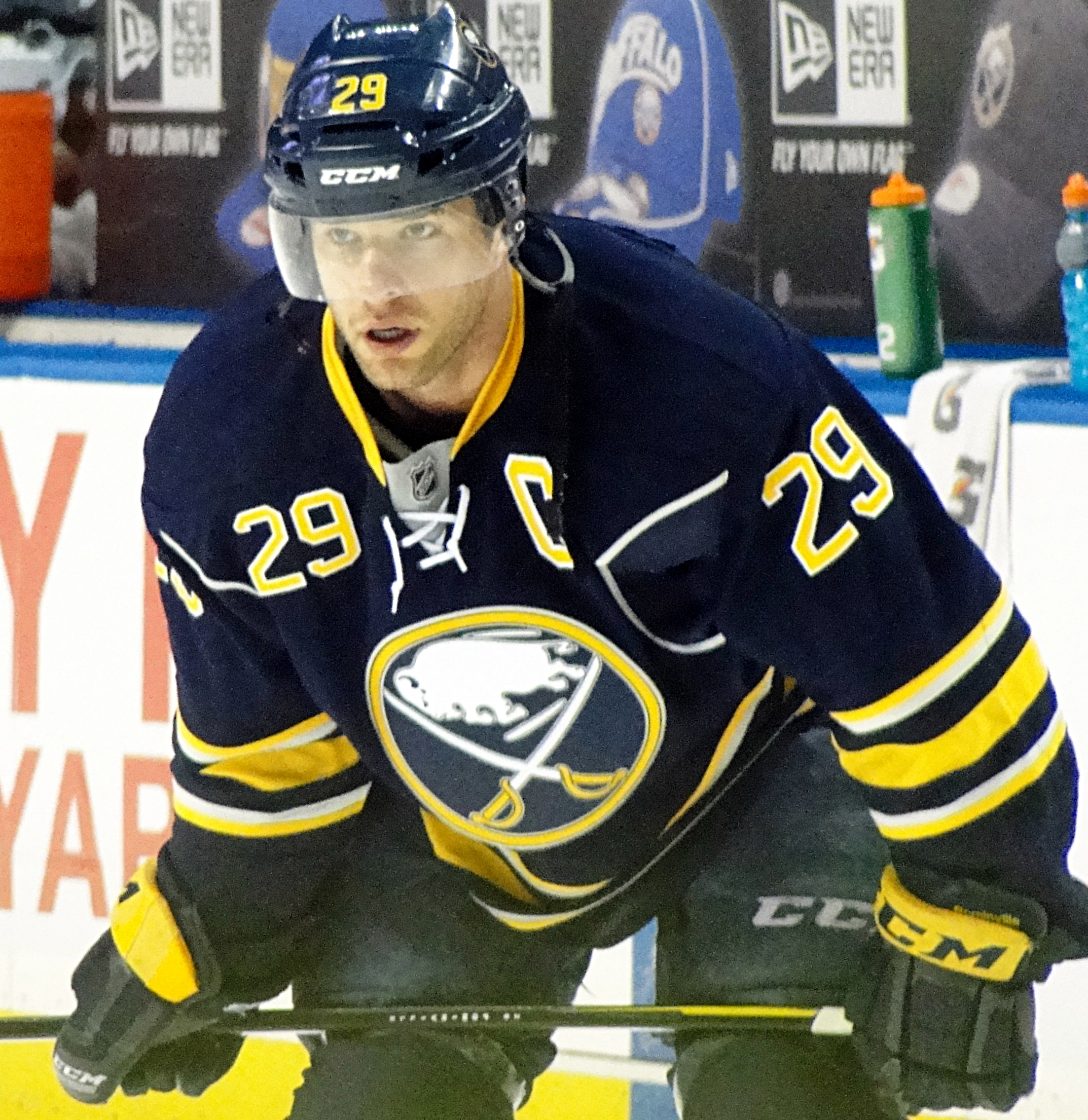
Jason Pominville, gewählt an Position 55

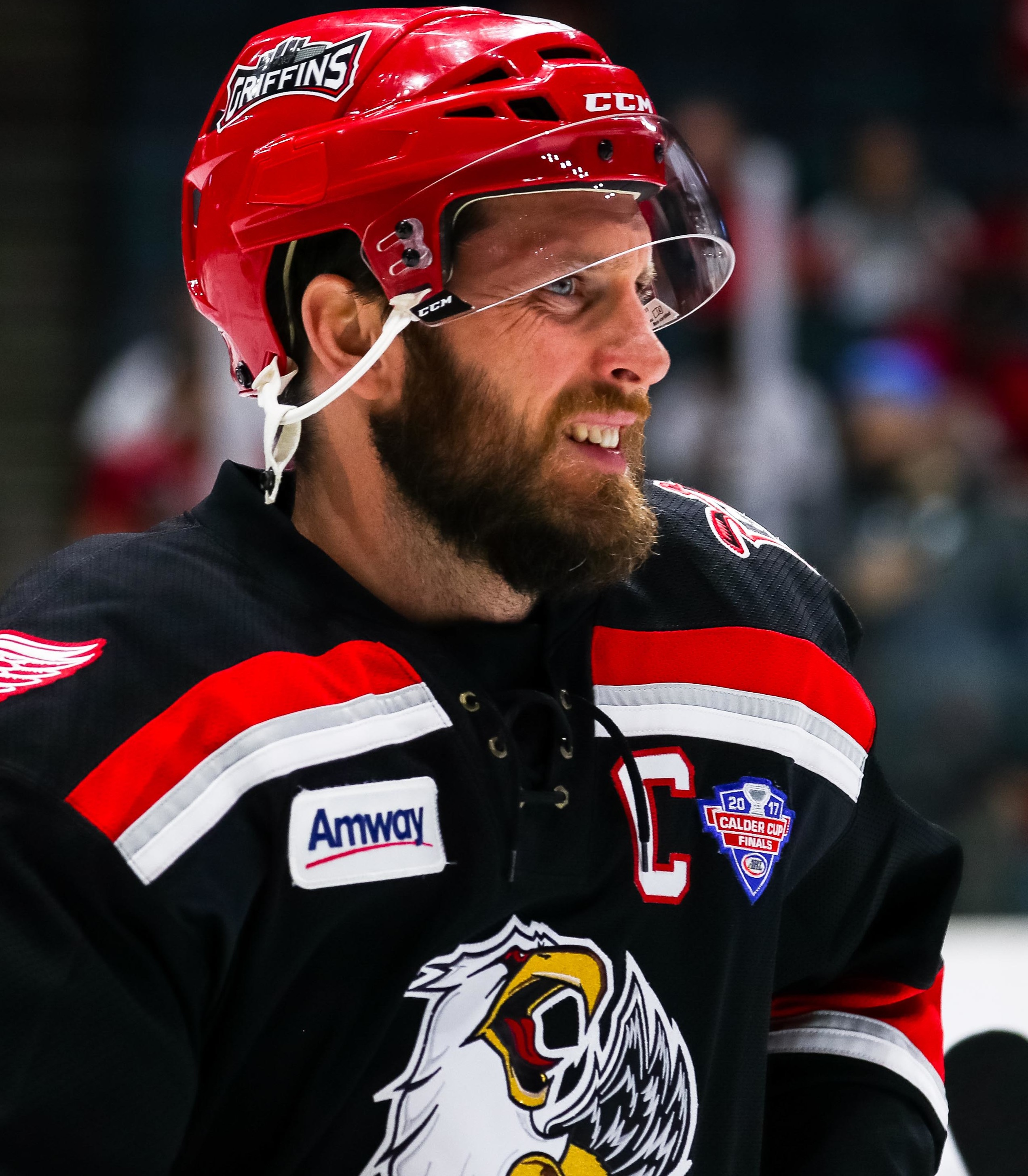
Nathan Paetsch, gewählt an Position 58

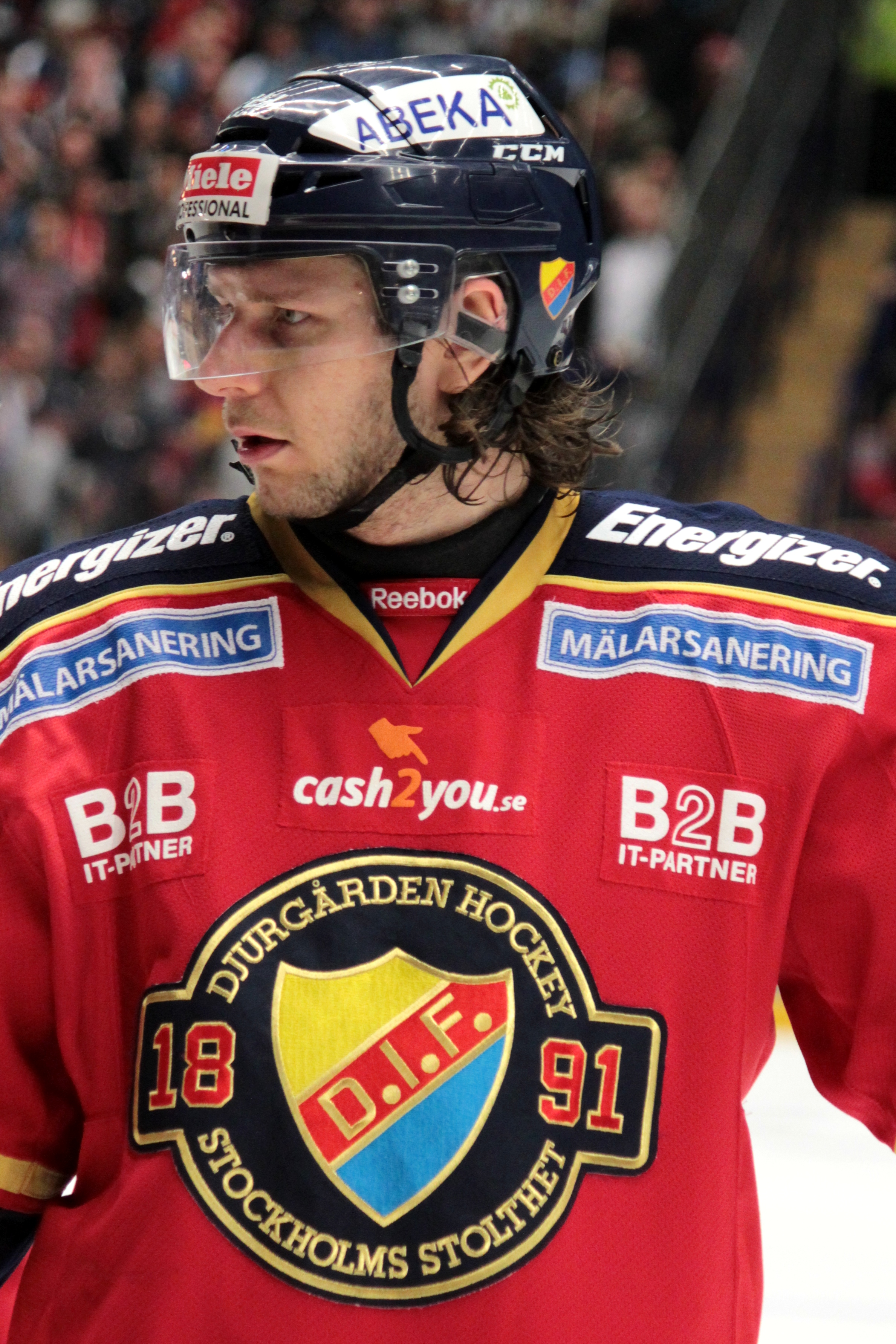
Andreas Holmqvist, gewählt an Position 61

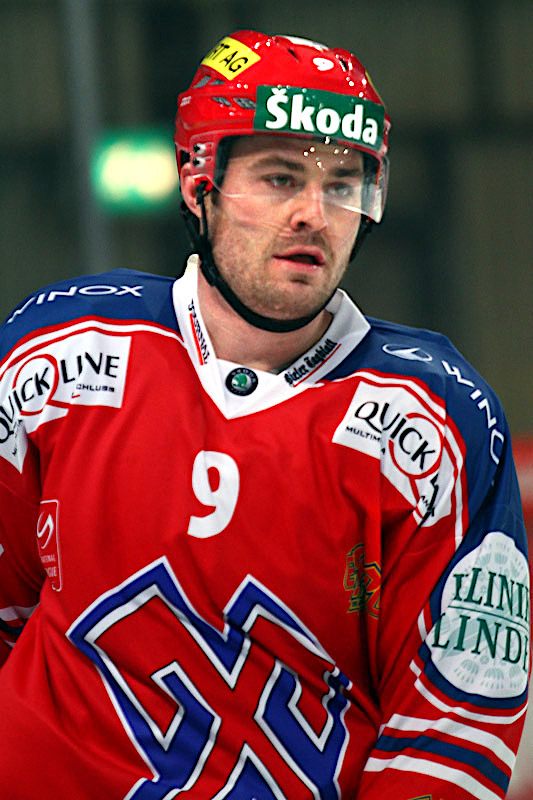
Brendan Bell, gewählt an Position 65

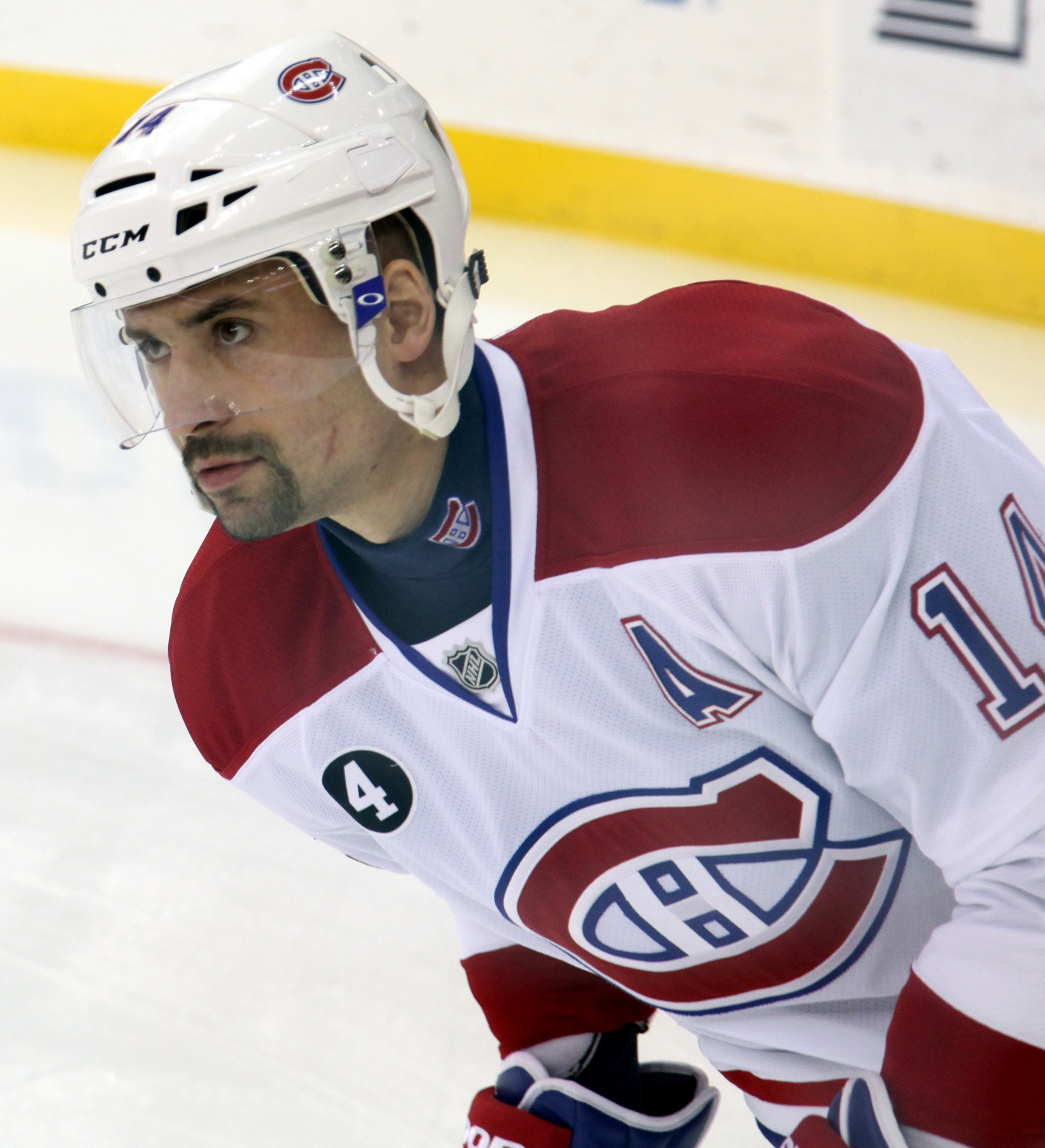
Tomáš Plekanec, gewählt an Position 71

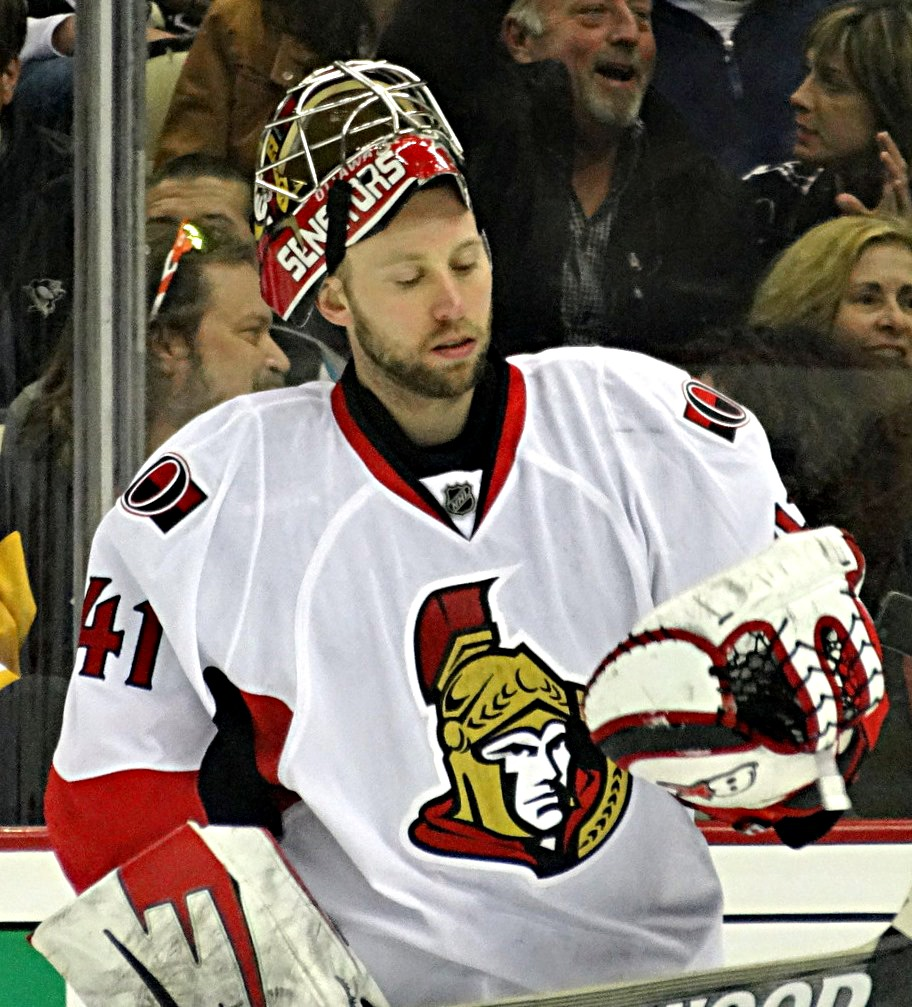
Craig Anderson, gewählt an Position 73

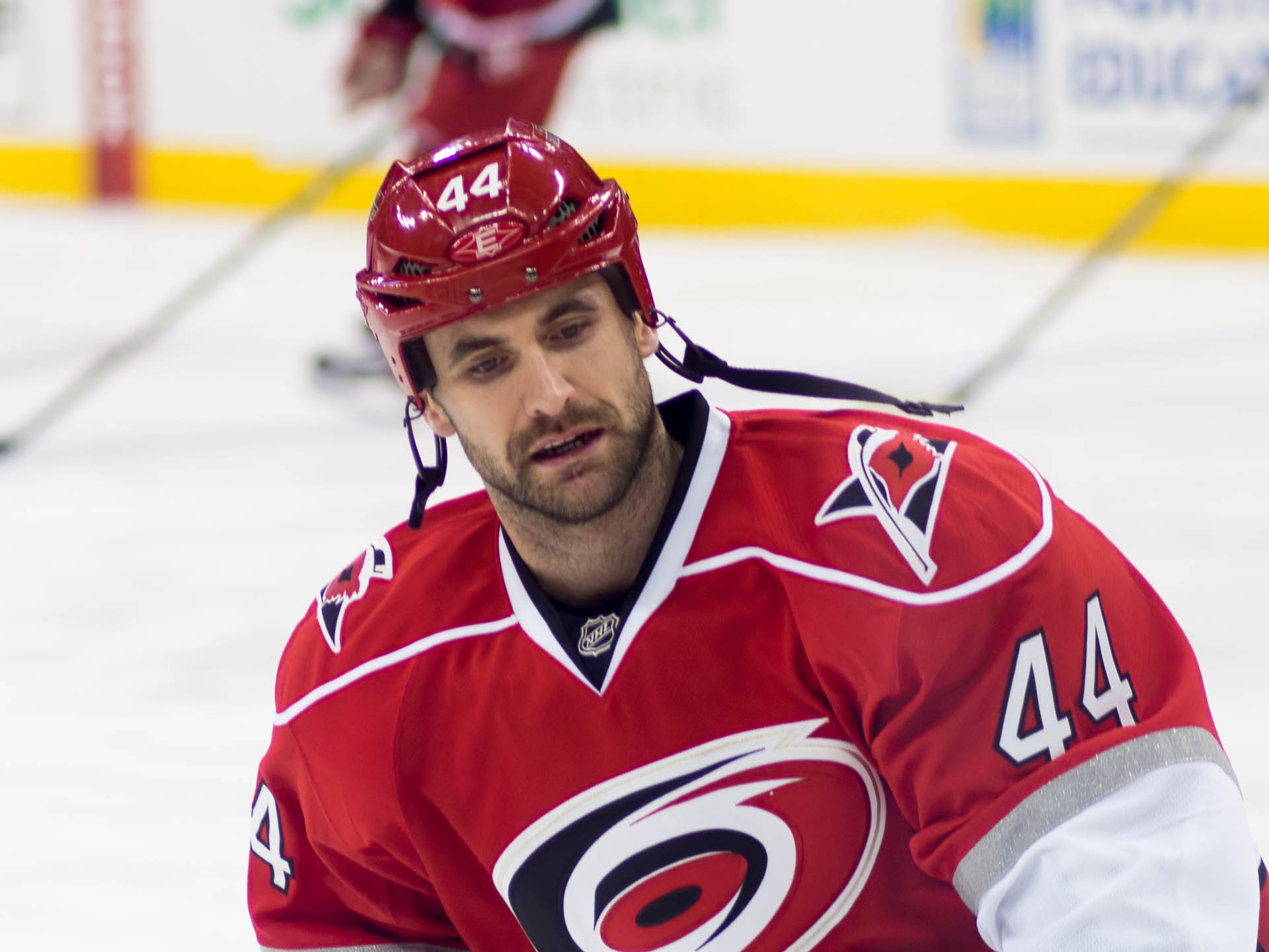
Jay Harrison, gewählt an Position 82

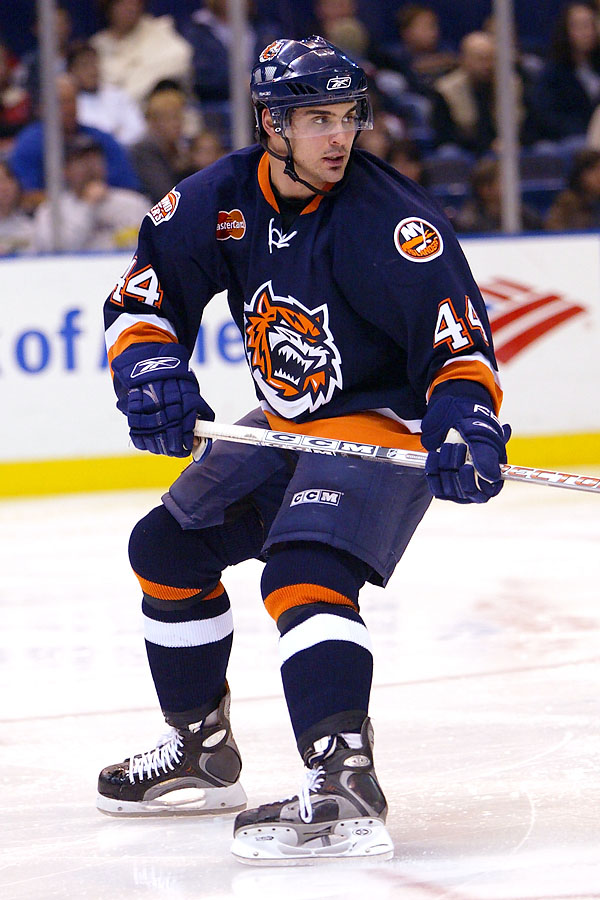
Drew Fata, gewählt an Position 86

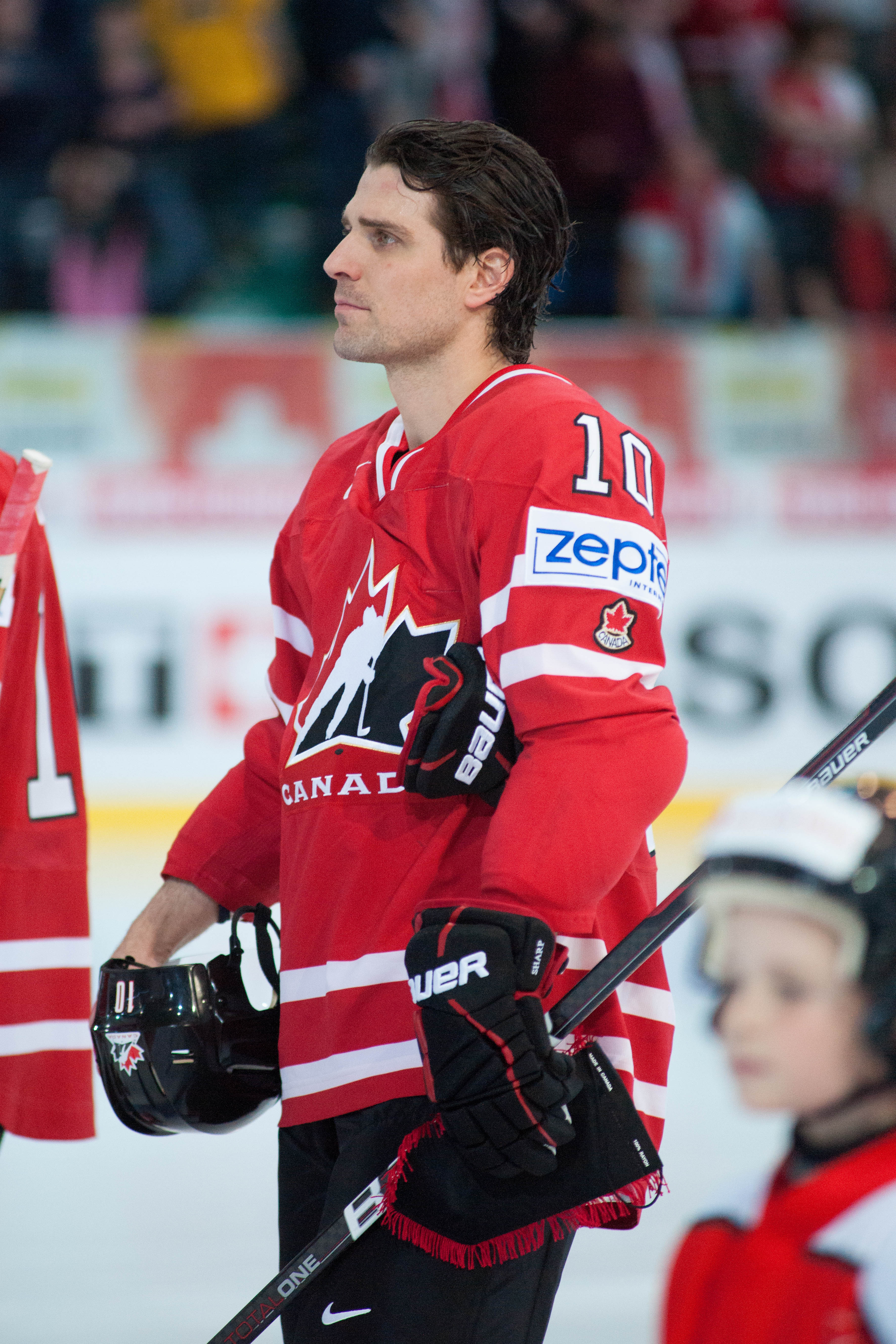
Patrick Sharp, gewählt an Position 95

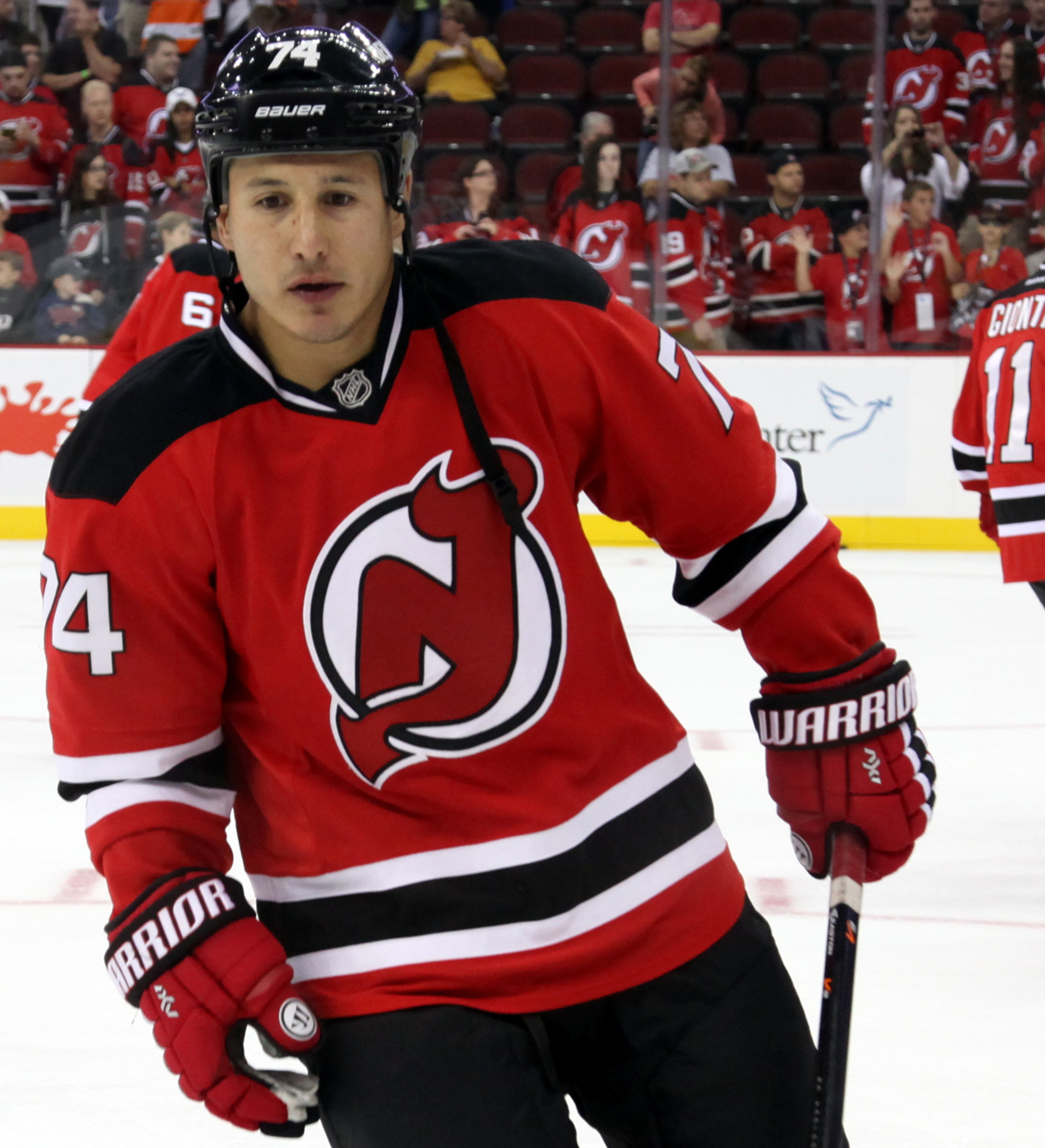
Jordin Tootoo, gewählt an Position 98

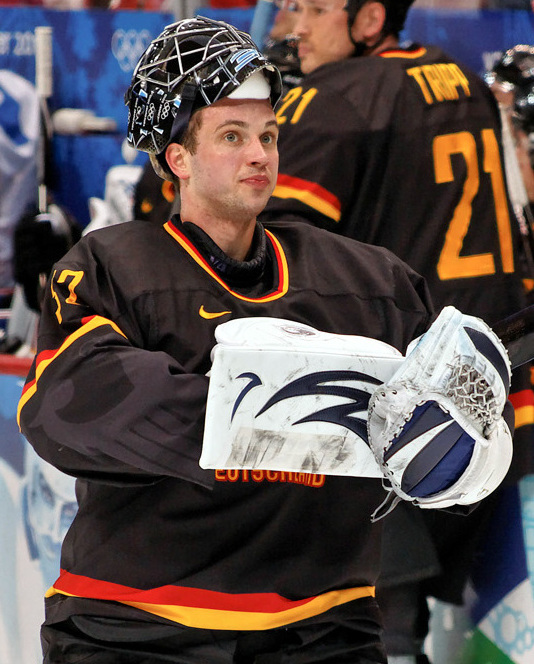
Dimitri Pätzold, gewählt an Position 107

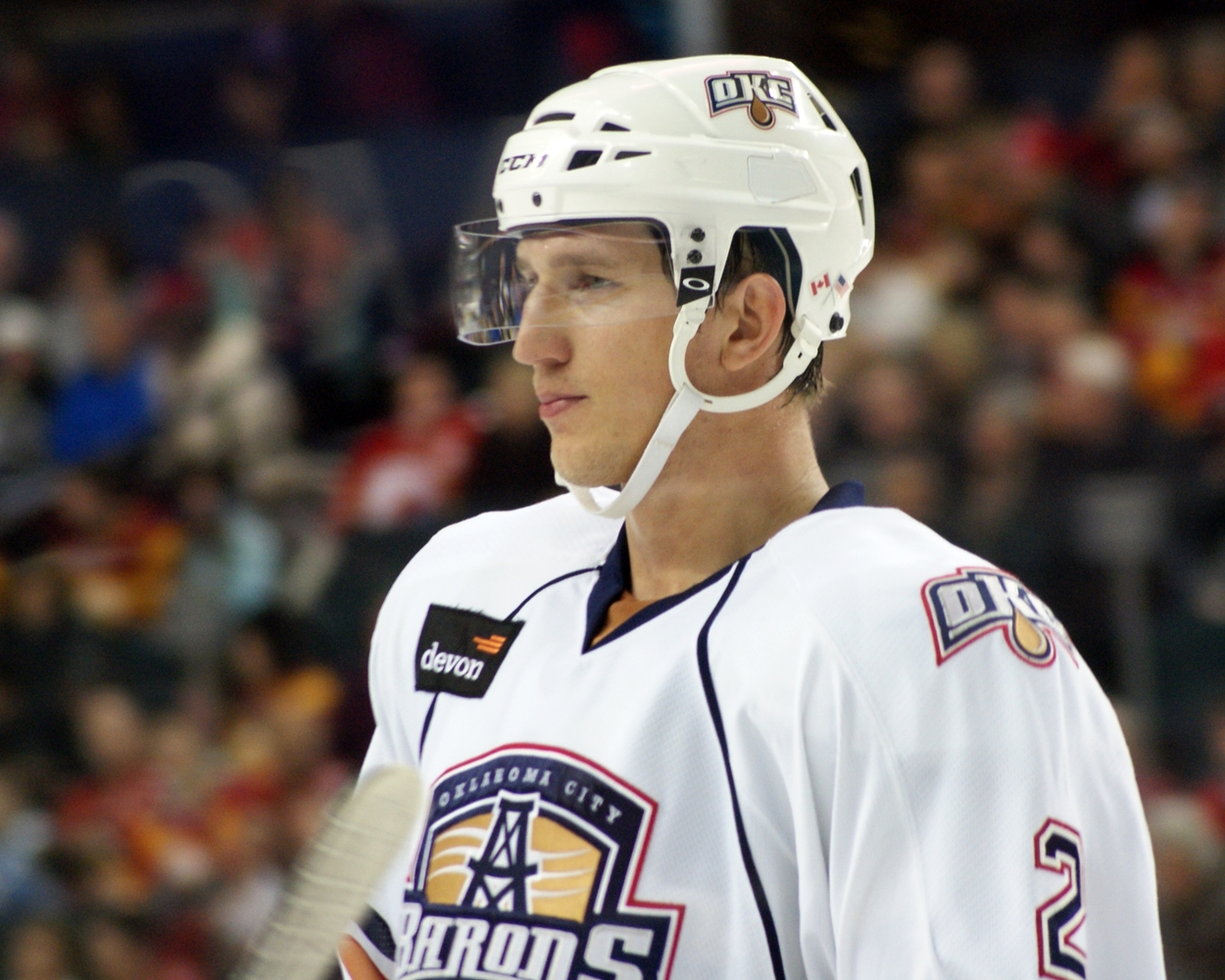
Richard Petiot, gewählt an Position 116

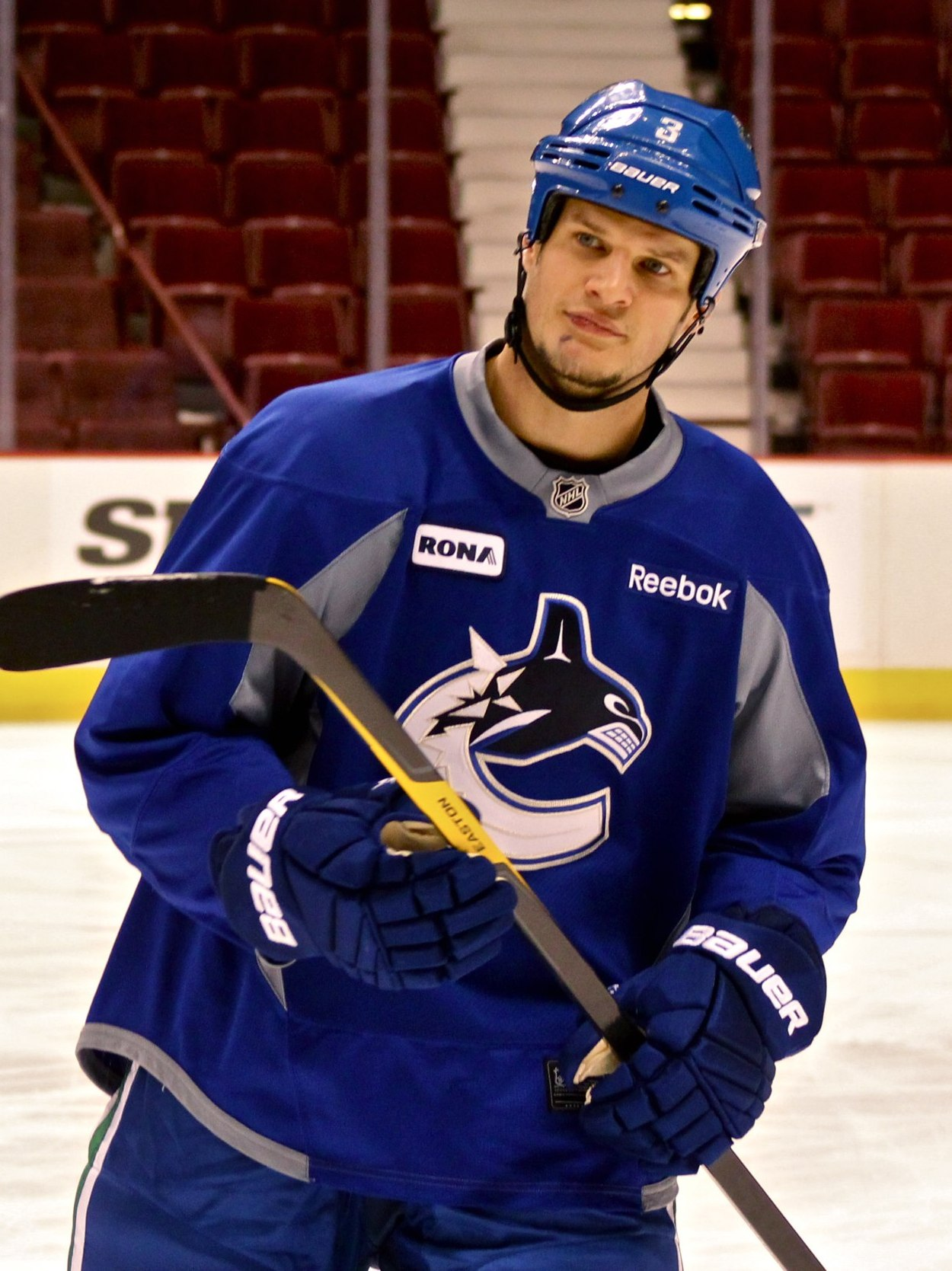
Kevin Bieksa, gewählt an Position 151

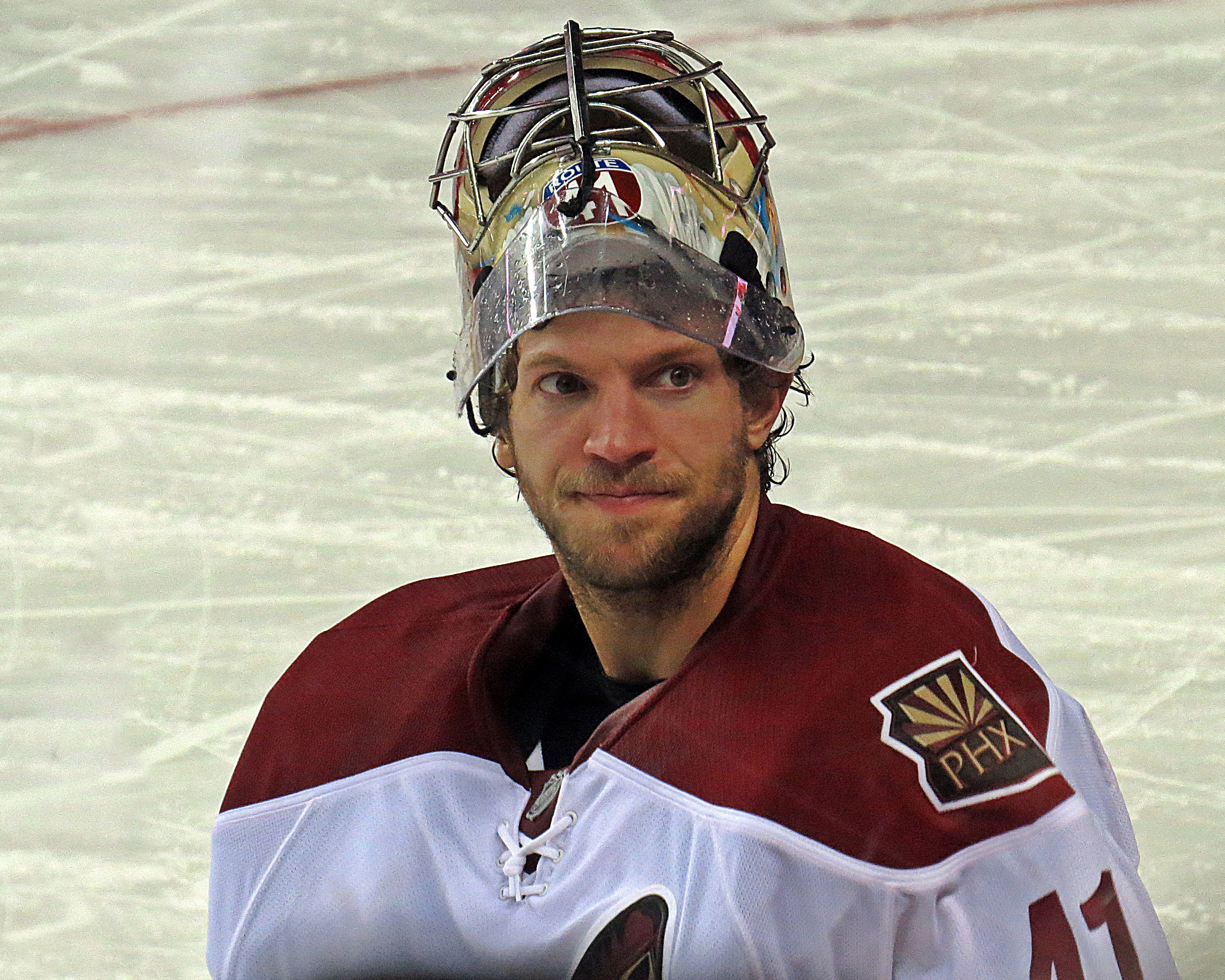
Mike Smith, gewählt an Position 161

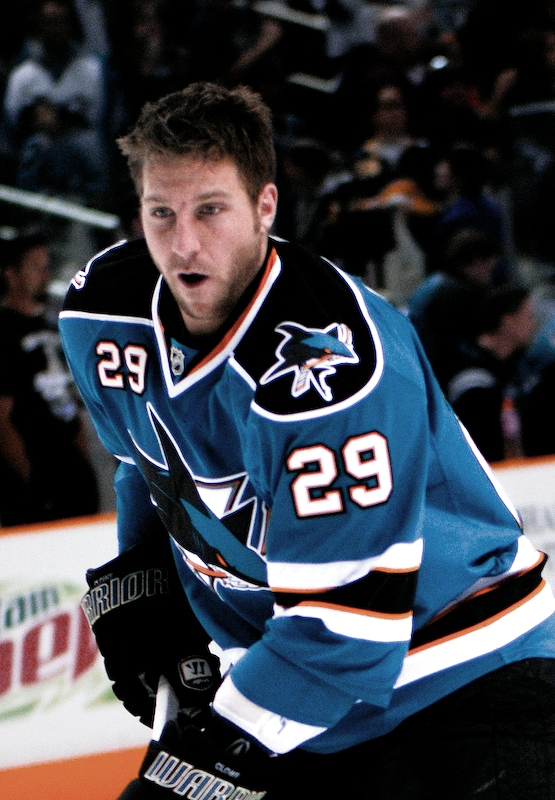
Ryane Clowe, gewählt an Position 175

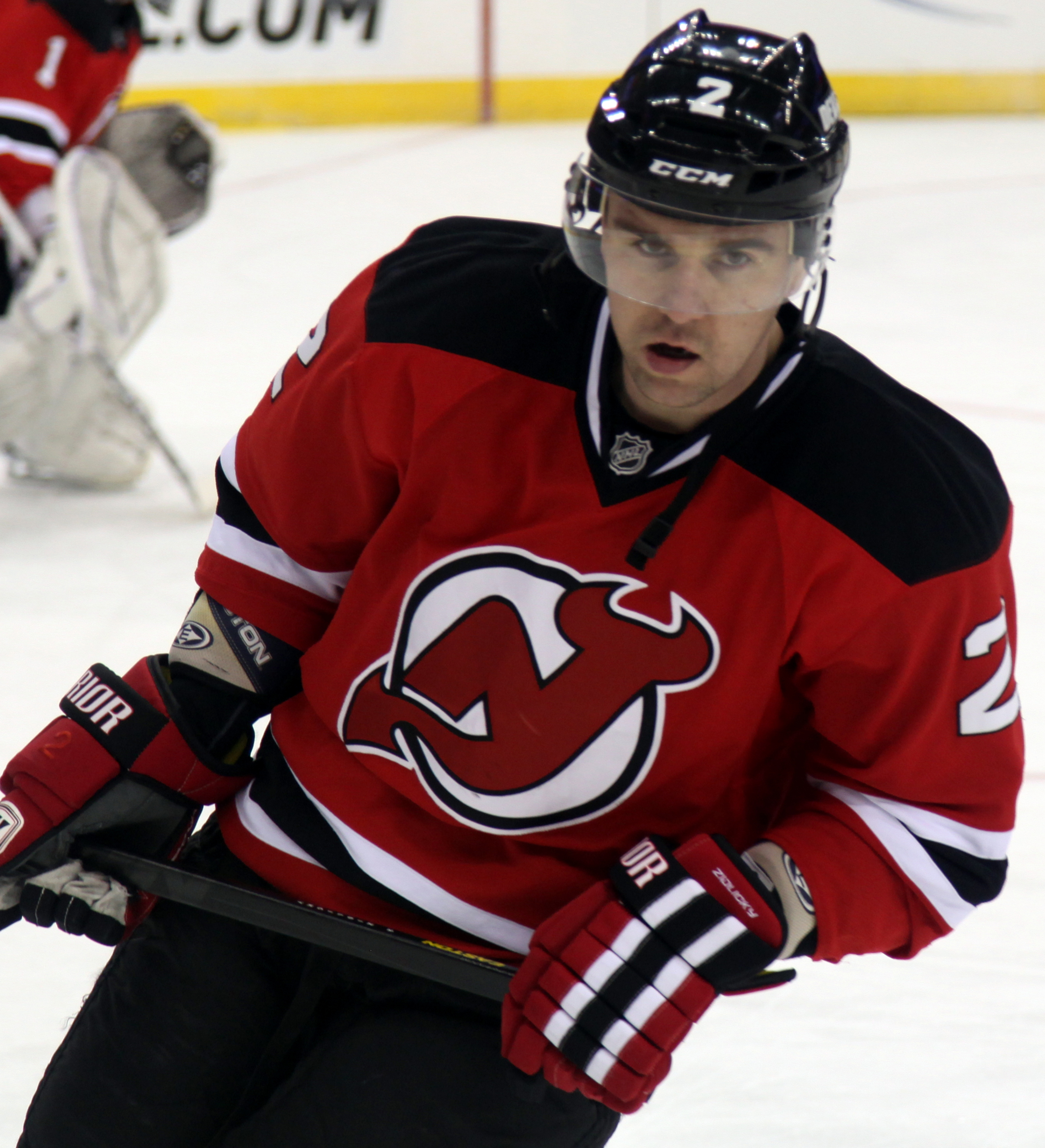
Marek Židlický, gewählt an Position 176

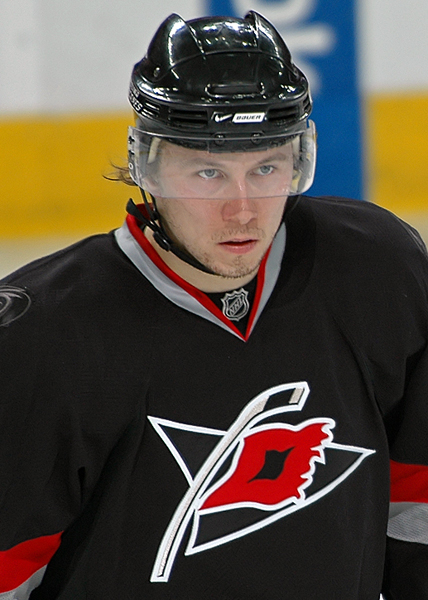
Jussi Jokinen, gewählt an Position 192

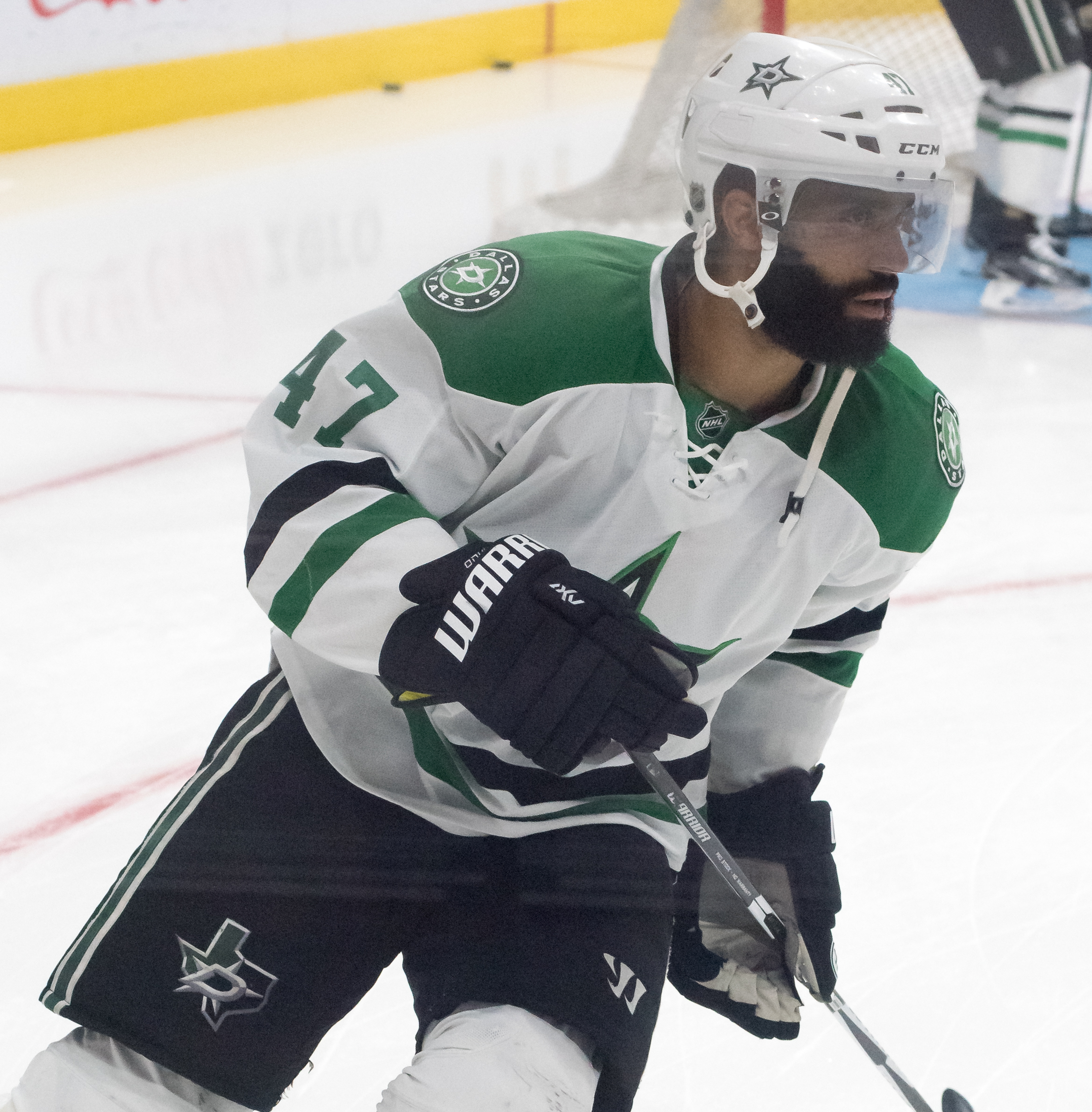
Jason King, gewählt an Position 212

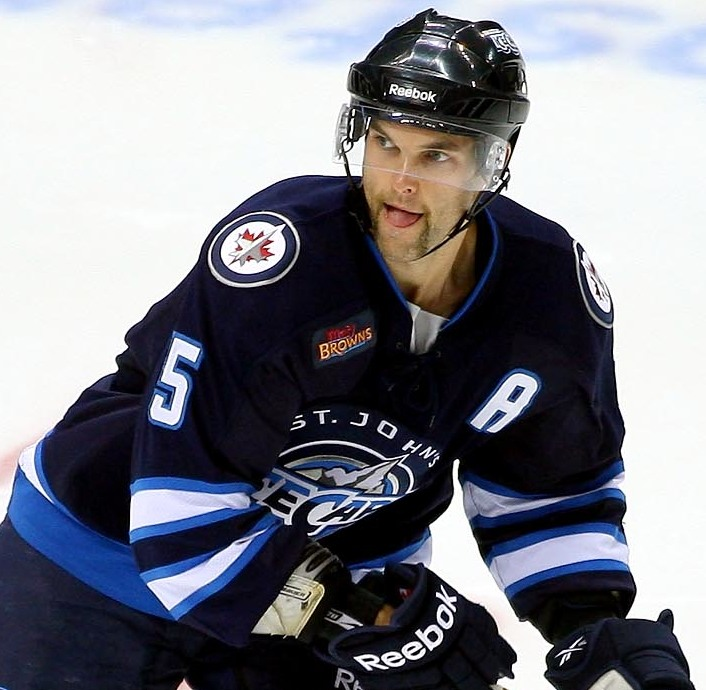
Jason King, gewählt an Position 212

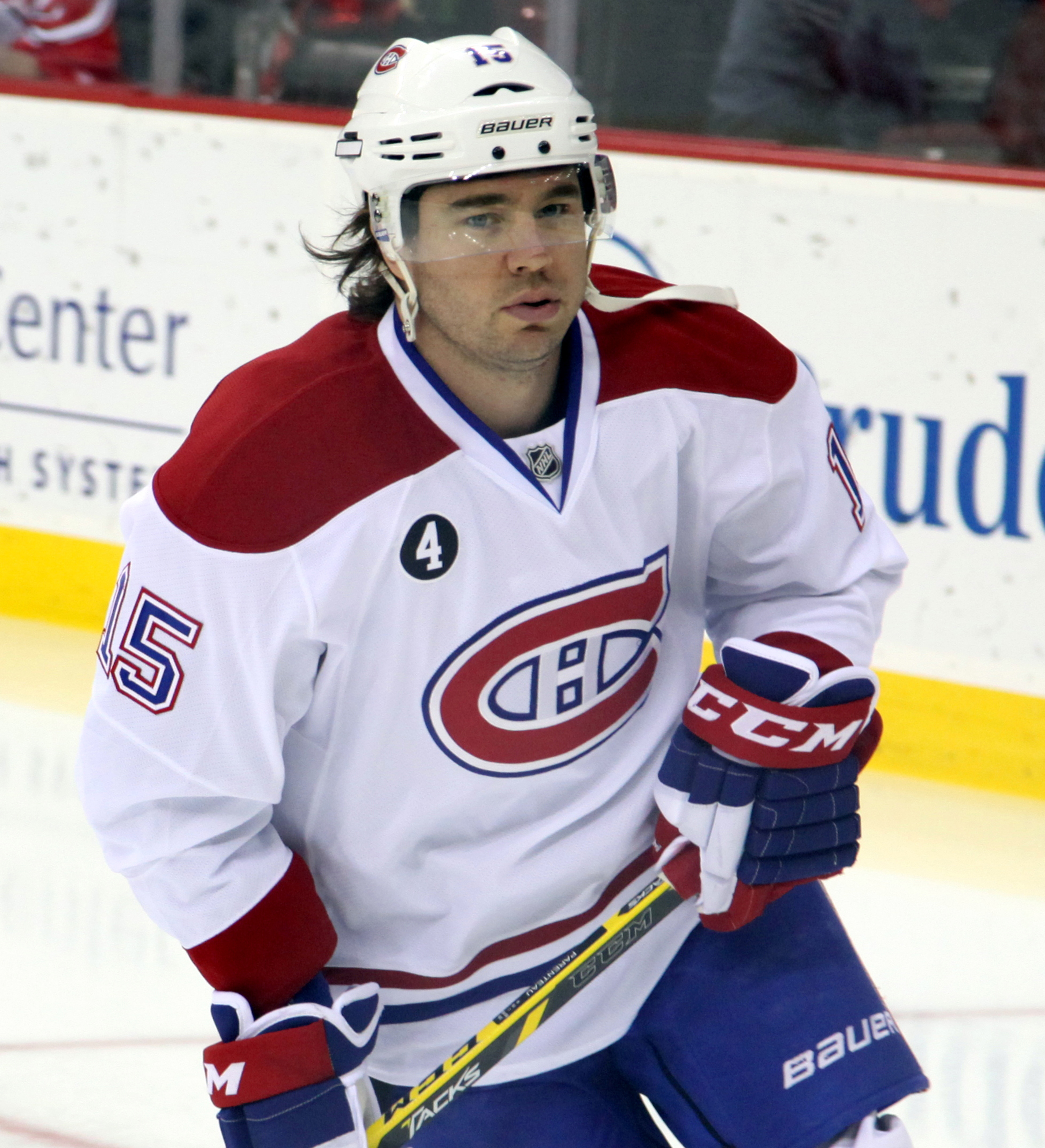
Pierre-Alexandre Parenteau, gewählt an Position 264

| Inhaltsverzeichnis Runde 1 \| Runde 2 \| Runde 3 \| Runde 4 \| Runde 5 \| Runde 6 \| Runde 7 \| Runde 8 \| Runde 9 |

Abkürzungen:
Position mit C = Center, LW = linker Flügel, RW = rechter Flügel, D = Verteidiger, G = Torwart

### Runde 1
| #   | Spieler               | Nationalität       | Position | NHL-Team                                                                                  | College-/Junioren-/Profi-Team            |
| --- | --------------------- | ------------------ | -------- | ----------------------------------------------------------------------------------------- | ---------------------------------------- |
| 1.  | Ilja Kowaltschuk      | Russland           | LW       | Atlanta Thrashers                                                                         | Spartak Moskau (Wysschaja Liga)          |
| 2.  | Jason Spezza          | Kanada             | C        | Ottawa Senators (von New York Islanders)                                                  | Windsor Spitfires (OHL)                  |
| 3.  | Alexander Switow      | Russland           | C        | Tampa Bay Lightning                                                                       | Awangard Omsk (Superliga)                |
| 4.  | Stephen Weiss         | Kanada             | C        | Florida Panthers                                                                          | Plymouth Whalers (OHL)                   |
| 5.  | Stanislaw Tschistow   | Russland           | LW       | Mighty Ducks of Anaheim                                                                   | Awangard Omsk (Superliga)                |
| 6.  | Mikko Koivu           | Finnland           | C        | Minnesota Wild                                                                            | TPS Turku (SM-liiga)                     |
| 7.  | Mike Komisarek        | Vereinigte Staaten | D        | Canadiens de Montréal                                                                     | University of Michigan (NCAA)            |
| 8.  | Pascal Leclaire       | Kanada             | G        | Columbus Blue Jackets                                                                     | Halifax Mooseheads (LHJMQ)               |
| 9.  | Tuomo Ruutu           | Finnland           | C        | Chicago Blackhawks                                                                        | Jokerit Helsinki (SM-liiga)              |
| 10. | Dan Blackburn         | Kanada             | G        | New York Rangers                                                                          | Kootenay Ice (WHL)                       |
| 11. | Fredrik Sjöström      | Schweden           | RW       | Phoenix Coyotes (von Calgary Flames)                                                      | Västra Frölunda (Elitserien)             |
| 12. | Dan Hamhuis           | Kanada             | D        | Nashville Predators                                                                       | Prince George Cougars (WHL)              |
| 13. | Aleš Hemský           | Tschechien         | RW       | Edmonton Oilers (von Boston Bruins)                                                       | Olympiques de Hull (LHJMQ)               |
| 14. | Chuck Kobasew         | Kanada             | RW       | Calgary Flames                                                                            | Boston College (NCAA)                    |
| 15. | Igor Knjasew          | Russland           | D        | Carolina Hurricanes (von Phoenix Coyotes)                                                 | Spartak Moskau (Wysschaja Liga)          |
| 16. | R. J. Umberger        | Vereinigte Staaten | C        | Vancouver Canucks                                                                         | Ohio State University (NCAA)             |
| 17. | Carlo Colaiacovo      | Kanada             | D        | Toronto Maple Leafs                                                                       | Erie Otters (OHL)                        |
| 18. | Jens Karlsson         | Schweden           | LW       | Los Angeles Kings                                                                         | Västra Frölunda (Elitserien)             |
| 19. | Shaone Morrisonn      | Kanada             | D        | Boston Bruins (von Edmonton Oilers)                                                       | Kamloops Blazers (WHL)                   |
| 20. | Marcel Goc            | Deutschland        | C        | San Jose Sharks                                                                           | Schwenninger Wild Wings (DEL)            |
| 21. | Colby Armstrong       | Kanada             | RW       | Pittsburgh Penguins                                                                       | Red Deer Rebels (WHL)                    |
| 22. | Jiří Novotný          | Tschechien         | C        | Buffalo Sabres                                                                            | HC České Budějovice (tschech. Extraliga) |
| 23. | Tim Gleason           | Vereinigte Staaten | D        | Ottawa Senators (von Philadelphia Flyers via Tampa Bay Lightning und Philadelphia Flyers) | Windsor Spitfires (OHL)                  |
| 24. | Lukáš Krajíček        | Tschechien         | D        | Florida Panthers (von St. Louis Blues via New Jersey Devils)                              | Peterborough Petes (OHL)                 |
| 25. | Alexander Pereschogin | Russland           | RW       | Canadiens de Montréal (von Washington Capitals)                                           | Awangard Omsk (Superliga)                |
| 26. | Jason Bacashihua      | Vereinigte Staaten | G        | Dallas Stars                                                                              | Chicago Freeze (NAHL)                    |
| 27. | Jeff Woywitka         | Kanada             | D        | Philadelphia Flyers (von Ottawa Senators)                                                 | Red Deer Rebels (WHL)                    |
| 28. | Adrian Foster         | Kanada             | C        | New Jersey Devils                                                                         | Saskatoon Blades (WHL)                   |
| 29. | Adam Munro            | Kanada             | G        | Chicago Blackhawks (von Detroit Red Wings)                                                | Erie Otters (OHL)                        |
| 30. | Dave Steckel          | Vereinigte Staaten | C        | Los Angeles Kings (von Colorado Avalanche)                                                | Ohio State University (NCAA)             |

### Runde 2
| #   | Spieler              | Nationalität       | Position | NHL-Team                                                                                      | College-/Junioren-/Profi-Team              |
| --- | -------------------- | ------------------ | -------- | --------------------------------------------------------------------------------------------- | ------------------------------------------ |
| 31. | Matthew Spiller      | Kanada             | D        | Phoenix Coyotes (von New York Islanders via Tampa Bay Lightning)                              | Seattle Thunderbirds (WHL)                 |
| 32. | Derek Roy            | Kanada             | C        | Buffalo Sabres (von Tampa Bay Lightning)                                                      | Kitchener Rangers (OHL)                    |
| 33. | Timofei Schischkanow | Russland           | LW       | Nashville Predators (von Atlanta Thrashers via Vancouver Canucks)                             | Spartak Moskau (Wysschaja Liga)            |
| 34. | Greg Watson          | Kanada             | C        | Florida Panthers                                                                              | Prince Albert Raiders (WHL)                |
| 35. | Mark Popovic         | Kanada             | D        | Mighty Ducks of Anaheim                                                                       | Toronto St. Michael’s Majors (OHL)         |
| 36. | Kyle Wanvig          | Kanada             | RW       | Minnesota Wild                                                                                | Red Deer Rebels (WHL)                      |
| 37. | Duncan Milroy        | Kanada             | RW       | Canadiens de Montréal                                                                         | Swift Current Broncos (WHL)                |
| 38. | Tim Jackman          | Vereinigte Staaten | RW       | Columbus Blue Jackets                                                                         | Minnesota State University, Mankato (NCAA) |
| 39. | Karel Pilař          | Tschechien         | D        | Toronto Maple Leafs (von Chicago Blackhawks)                                                  | HC Litvínov (tschech. Extraliga)           |
| 40. | Fjodor Tjutin        | Russland           | D        | New York Rangers                                                                              | SKA Sankt Petersburg (Superliga)           |
| 41. | Andrei Taratuchin    | Russland           | C        | Calgary Flames (von Calgary Flames via Mighty Ducks of Anaheim und Phoenix Coyotes)           | Awangard Omsk II (Perwaja Liga)            |
| 42. | Tomáš Slovák         | Slowakei           | D        | Nashville Predators                                                                           | HC Košice (slowak. Extraliga)              |
| 43. | Doug Lynch           | Kanada             | D        | Edmonton Oilers (von Boston Bruins)                                                           | Red Deer Rebels (WHL)                      |
| 44. | Igor Pohanka         | Slowakei           | C        | New Jersey Devils (von Phoenix Coyotes via Florida Panthers)                                  | Prince Albert Raiders (WHL)                |
| 45. | Martin Podlešák      | Tschechien         | C        | Phoenix Coyotes Anm. 1                                                                        | Lethbridge Hurricanes (WHL)                |
| 46. | Mike Zigomanis       | Kanada             | C        | Carolina Hurricanes                                                                           | Kingston Frontenacs (OHL)                  |
| 47. | Alexander Poluschin  | Russland           | RW       | Tampa Bay Lightning (von Vancouver Canucks)                                                   | THK Twer (Wysschaja Liga)                  |
| 48. | Tuomas Pihlman       | Finnland           | LW       | New Jersey Devils (von Vancouver Canucks Anm. 2 via Florida Panthers)                         | JYP Jyväskylä (SM-liiga)                   |
| 49. | Michael Cammalleri   | Kanada             | LW       | Los Angeles Kings (von Toronto Maple Leafs)                                                   | University of Michigan (NCAA)              |
| 50. | Chris Thorburn       | Kanada             | RW       | Buffalo Sabres Anm. 3                                                                         | North Bay Centennials (OHL)                |
| 51. | Jaroslav Bednář      | Tschechien         | RW       | Los Angeles Kings                                                                             | HIFK Helsinki (SM-liiga)                   |
| 52. | Ed Caron             | Vereinigte Staaten | LW       | Edmonton Oilers                                                                               | Phillips-Exeter Academy (US High School)   |
| 53. | Kiel McLeod          | Kanada             | C        | Columbus Blue Jackets (von San Jose Sharks via Canadiens de Montréal)                         | Kelowna Rockets (WHL)                      |
| 54. | Noah Welch           | Vereinigte Staaten | D        | Pittsburgh Penguins                                                                           | St. Sebastian’s School (US High School)    |
| 55. | Jason Pominville     | Kanada             | RW       | Buffalo Sabres                                                                                | Cataractes de Shawinigan (LHJMQ)           |
| 56. | Andrei Medwedew      | Russland           | G        | Calgary Flames (von Philadelphia Flyers via Florida Panthers)                                 | Spartak Moskau (Wysschaja Liga)            |
| 57. | Jay McClement        | Kanada             | C        | St. Louis Blues                                                                               | Brampton Battalion (OHL)                   |
| 58. | Nathan Paetsch       | Kanada             | D        | Washington Capitals                                                                           | Moose Jaw Warriors (WHL)                   |
| 59. | Matt Keith           | Kanada             | C        | Chicago Blackhawks (von Dallas Stars)                                                         | Spokane Chiefs (WHL)                       |
| 60. | Wiktor Utschewatow   | Russland           | D        | New Jersey Devils (von Ottawa Senators)                                                       | Lokomotive Jaroslawl II (Perwaja Liga)     |
| 61. | Andreas Holmqvist    | Schweden           | D        | Tampa Bay Lightning (von New Jersey Devils via Canadiens de Montréal und Washington Capitals) | Hammarby IF (Allsvenskan)                  |
| 62. | Igor Grigorenko      | Russland           | LW       | Detroit Red Wings                                                                             | Lada Toljatti (Superliga)                  |
| 63. | Peter Budaj          | Slowakei           | G        | Colorado Avalanche                                                                            | Toronto St. Michael’s Majors (OHL)         |

### Runde 3
| #   | Spieler           | Nationalität       | Position | NHL-Team                                                                                                  | College-/Junioren-/Profi-Team      |
| --- | ----------------- | ------------------ | -------- | --- | ---------------------------------- |
| 64. | Tomáš Malec       | Slowakei           | D        | Florida Panthers (von New York Islanders)                                                                 | Océanic de Rimouski (LHJMQ)        |
| 65. | Brendan Bell      | Kanada             | D        | Toronto Maple Leafs (von Tampa Bay Lightning via Washington Capitals)                                     | Ottawa 67’s (OHL)                  |
| 66. | Fjodor Fjodorow   | Russland           | LW       | Vancouver Canucks (von Atlanta Thrashers)                                                                 | Sudbury Wolves (OHL)               |
| 67. | Robin Leblanc     | Kanada             | RW       | New Jersey Devils Anm. 4                                                                                  | Drakkar de Baie-Comeau (LHJMQ)     |
| 68. | Grant McNeill     | Kanada             | D        | Florida Panthers                                                                                          | Prince Albert Raiders (WHL)        |
| 69. | Joel Stepp        | Kanada             | C        | Mighty Ducks of Anaheim                                                                                   | Red Deer Rebels (WHL)              |
| 70. | Yared Hagos       | Schweden           | C        | Dallas Stars (von Minnesota Wild)                                                                         | AIK Solna (Elitserien)             |
| 71. | Tomáš Plekanec    | Tschechien         | C        | Canadiens de Montréal                                                                                     | HC Kladno (tschech. Extraliga)     |
| 72. | Brandon Nolan     | Kanada             | C        | New Jersey Devils (von Columbus Blue Jackets)                                                             | Oshawa Generals (OHL)              |
| 73. | Craig Anderson    | Vereinigte Staaten | G        | Chicago Blackhawks                                                                                        | Guelph Storm (OHL)                 |
| 74. | Chris Heid        | Kanada             | D        | Minnesota Wild (von New York Rangers)                                                                     | Spokane Chiefs (WHL)               |
| 75. | Denis Platonow    | Russland           | C        | Nashville Predators (von Calgary Flames)                                                                  | Kristall Saratow (Wysschaja Liga)  |
| 76. | Oliver Setzinger  | Osterreich         | C        | Nashville Predators                                                                                       | Ilves Tampere (SM-liiga)           |
| 77. | Darren McLachlan  | Kanada             | LW       | Boston Bruins                                                                                             | Seattle Thunderbirds (WHL)         |
| 78. | Beat Forster      | Schweiz            | D        | Phoenix Coyotes (von Phoenix Coyotes via New Jersey Devils)                                               | HC Davos (NLA)                     |
| 79. | Garth Murray      | Kanada             | C        | New York Rangers (von Carolina Hurricanes via Minnesota Wild)                                             | Regina Pats (WHL)                  |
| 80. | Michael Garnett   | Kanada             | G        | Atlanta Thrashers (von Vancouver Canucks)                                                                 | Saskatoon Blades (WHL)             |
| 81. | Neil Komadoski    | Vereinigte Staaten | D        | Ottawa Senators (von New Jersey Devils Anm. 5)                                                            | University of Notre Dame (NCAA)    |
| 82. | Jay Harrison      | Kanada             | D        | Toronto Maple Leafs                                                                                       | Brampton Battalion (OHL)           |
| 83. | Henrik Juntunen   | Finnland           | RW       | Los Angeles Kings                                                                                         | Kärpät Oulu (SM-liiga)             |
| 84. | Kenny Smith       | Vereinigte Staaten | D        | Edmonton Oilers                                                                                           | Harvard University (NCAA)          |
| 85. | Aaron Johnson     | Kanada             | D        | Columbus Blue Jackets (von San Jose Sharks via Minnesota Wild, Atlanta Thrashers und Pittsburgh Penguins) | Océanic de Rimouski (LHJMQ)        |
| 86. | Drew Fata         | Kanada             | D        | Pittsburgh Penguins                                                                                       | Toronto St. Michael’s Majors (OHL) |
| 87. | Per Mårs          | Schweden           | C        | Columbus Blue Jackets (von Buffalo Sabres)                                                                | Brynäs IF (Elitserien)             |
| 88. | Nicolas Corbeil   | Kanada             | C        | Toronto Maple Leafs (von Philadelphia Flyers und Chicago Blackhawks)                                      | Castors de Sherbrooke (LHJMQ)      |
| 89. | Tuomas Nissinen   | Finnland           | G        | St. Louis Blues                                                                                           | KalPa U20 (Nuorten SM-liiga)       |
| 90. | Owen Fussey       | Kanada             | LW       | Washington Capitals                                                                                       | Calgary Hitmen (WHL)               |
| 91. | Kevin Estrada     | Kanada             | LW       | Carolina Hurricanes Anm. 6                                                                                | Chilliwack Chiefs (BCHL)           |
| 92. | Anthony Aquino    | Kanada             | RW       | Dallas Stars                                                                                              | Merrimack College (NCAA)           |
| 93. | Stéphane Veilleux | Kanada             | LW       | Minnesota Wild (von Ottawa Senators)                                                                      | Foreurs de Val-d’Or (LHJMQ)        |
| 94. | Jewgeni Artjuchin | Russland           | RW       | Tampa Bay Lightning (von New Jersey Devils via Ottawa Senators)                                           | Witjas Podolsk (Superliga)         |
| 95. | Patrick Sharp     | Kanada             | LW       | Philadelphia Flyers (von Detroit Red Wings via Nashville Predators)                                       | University of Vermont (NCAA)       |
| 96. | Alexandre Rouleau | Kanada             | D        | Pittsburgh Penguins Anm. 7                                                                                | Foreurs de Val-d’Or (LHJMQ)        |
| 97. | Danny Bois        | Kanada             | RW       | Colorado Avalanche                                                                                        | London Knights (OHL)               |

### Runde 4
| #    | Spieler            | Nationalität       | Position | NHL-Team                                                              | College-/Junioren-/Profi-Team           |
| ---- | ------------------ | ------------------ | -------- | --------------------------------------------------------------------- | --------------------------------------- |
| 98.  | Jordin Tootoo      | Kanada             | RW       | Nashville Predators (von New York Islanders via Philadelphia Flyers)  | Brandon Wheat Kings (WHL)               |
| 99.  | Ray Emery          | Kanada             | G        | Ottawa Senators (von Tampa Bay Lightning)                             | Sault Ste. Marie Greyhounds (OHL)       |
| 100. | Brian Sipotz       | Vereinigte Staaten | D        | Atlanta Thrashers                                                     | Miami University (NCAA)                 |
| 101. | Cory Stillman      | Kanada             | C        | New York Islanders (von Florida Panthers)                             | Kingston Frontenacs (OHL)               |
| 102. | Timo Pärssinen     | Finnland           | LW       | Mighty Ducks of Anaheim                                               | HPK Hämeenlinna (SM-liiga)              |
| 103. | Tony Virta         | Finnland           | RW       | Minnesota Wild                                                        | TPS Turku (SM-liiga)                    |
| 104. | Brent MacLellan    | Kanada             | D        | Chicago Blackhawks (von Canadiens de Montréal)                        | Océanic de Rimouski (LHJMQ)             |
| 105. | Wladimir Korsunow  | Russland           | D        | Mighty Ducks of Anaheim (von Columbus Blue Jackets)                   | Spartak Moskau (Wysschaja Liga)         |
| 106. | Christian Ehrhoff  | Deutschland        | D        | San Jose Sharks (von Chicago Blackhawks)                              | Krefeld Pinguine (DEL)                  |
| 107. | Dimitri Pätzold    | Deutschland        | G        | San Jose Sharks (von New York Rangers)                                | Erding Jets (2. Bundesliga)             |
| 108. | Tomi Mäki          | Finnland           | RW       | Calgary Flames                                                        | Jokerit Helsinki U20 (Nuorten SM-liiga) |
| 109. | Martti Järventie   | Finnland           | D        | Canadiens de Montréal Anm. 8                                          | TPS Turku (SM-liiga)                    |
| 110. | Rob Zepp           | Kanada             | G        | Carolina Hurricanes (von Nashville Predators via Philadelphia Flyers) | Plymouth Whalers (OHL)                  |
| 111. | Matti Kaltiainen   | Finnland           | G        | Boston Bruins                                                         | Espoo Blues U20 (Nuorten SM-liiga)      |
| 112. | Milan Gajic        | Kanada             | RW       | Atlanta Thrashers (von Phoenix Coyotes via New Jersey Devils)         | Burnaby Bulldogs (BCHL)                 |
| 113. | Bryce Lampman      | Vereinigte Staaten | D        | New York Rangers (von Carolina Hurricanes)                            | Omaha Lancers (USHL)                    |
| 114. | Jewgeni Gladskich  | Russland           | RW       | Vancouver Canucks                                                     | Metallurg Magnitogorsk (Superliga)      |
| 115. | Wladimir Gussew    | Russland           | D        | Chicago Blackhawks (von Toronto Maple Leafs)                          | Amur Chabarowsk (Superliga)             |
| 116. | Richard Petiot     | Kanada             | D        | Los Angeles Kings                                                     | Camrose Kodiaks (AJHL)                  |
| 117. | Michael Woodford   | Vereinigte Staaten | RW       | Florida Panthers (von Columbus Blue Jackets Anm. 9)                   | Cushing Academy (US High School)        |
| 118. | Brandon Rogers     | Vereinigte Staaten | D        | Mighty Ducks of Anaheim (von Edmonton Oilers via Washington Capitals) | Hotchkiss Academy (US High School)      |
| 119. | Alexei Sotkin      | Russland           | LW       | Chicago Blackhawks (von San Jose Sharks)                              | Metallurg Magnitogorsk (Superliga)      |
| 120. | Tomáš Surový       | Slowakei           | C        | Pittsburgh Penguins                                                   | HK Poprad (slowak. Extraliga)           |
| 121. | Drew MacIntyre     | Kanada             | G        | Detroit Red Wings Anm. 10                                             | Castors de Sherbrooke (LHJMQ)           |
| 122. | Igor Walejew       | Russland           | LW       | St. Louis Blues (von Buffalo Sabres via Atlanta Thrashers)            | North Bay Centennials (OHL)             |
| 123. | Aaron Lobb         | Kanada             | RW       | Tampa Bay Lightning (von Philadelphia Flyers)                         | London Knights (OHL)                    |
| 124. | Jegor Schastin     | Russland           | LW       | Calgary Flames (von St. Louis Blues)                                  | Awangard Omsk (Superliga)               |
| 125. | Jeff Lucky         | Kanada             | C        | Washington Capitals                                                   | Spokane Chiefs (WHL)                    |
| 126. | Daniel Volráb      | Tschechien         | LW       | Dallas Stars                                                          | Sparta Prag (tschech. Extraliga)        |
| 127. | Christoph Schubert | Deutschland        | D        | Ottawa Senators                                                       | München Barons (DEL)                    |
| 128. | Andrei Posnow      | Russland           | LW       | New Jersey Devils                                                     | Krylja Sowetow Moskau (Wysschaja Liga)  |
| 129. | Miroslav Blaťák    | Tschechien         | D        | Detroit Red Wings                                                     | HC Zlín (tschech. Extraliga)            |
| 130. | Colt King          | Kanada             | LW       | Colorado Avalanche                                                    | Guelph Storm (OHL)                      |
| 131. | Ben Eaves          | Vereinigte Staaten | C        | Pittsburgh Penguins Anm. 11                                           | Boston College (NCAA)                   |

### Runde 5
| #    | Spieler             | Nationalität       | Position | NHL-Team                                                                            | College-/Junioren-/Profi-Team            |
| ---- | ------------------- | ------------------ | -------- | ----------------------------------------------------------------------------------- | ---------------------------------------- |
| 132. | Dušan Salfický      | Tschechien         | G        | New York Islanders                                                                  | HC Plzeň (tschech. Extraliga)            |
| 133. | Jussi Markkanen     | Finnland           | G        | Edmonton Oilers Anm. 12                                                             | Tappara Tampere (SM-liiga)               |
| 134. | Kyle Wellwood       | Kanada             | C        | Toronto Maple Leafs (von Tampa Bay Lightning)                                       | Belleville Bulls (OHL)                   |
| 135. | Colin Stuart        | Vereinigte Staaten | LW       | Atlanta Thrashers                                                                   | Colorado College (NCAA)                  |
| 136. | Billy Thompson      | Kanada             | G        | Florida Panthers                                                                    | Prince George Cougars (WHL)              |
| 137. | Joël Perrault       | Kanada             | C        | Mighty Ducks of Anaheim                                                             | Drakkar de Baie-Comeau (LHJMQ)           |
| 138. | Paul Lynch          | Vereinigte Staaten | D        | Tampa Bay Lightning (von Philadelphia Flyers Anm. 13)                               | Valley Jr. Warriors (EJHL)               |
| 139. | Shawn Collymore     | Kanada             | RW       | New York Rangers (von Minnesota Wild)                                               | Remparts de Québec (LHJMQ)               |
| 140. | Tomáš Plíhal        | Tschechien         | LW       | San Jose Sharks (von Canadiens de Montréal via Buffalo Sabres)                      | Bílí Tygři Liberec U20 (Tschechien U20)  |
| 141. | Cole Jarrett        | Kanada             | D        | Columbus Blue Jackets                                                               | Plymouth Whalers (OHL)                   |
| 142. | Tommi Jäminki       | Finnland           | LW       | Chicago Blackhawks                                                                  | Espoo Blues U20 (Nuorten SM-liiga)       |
| 143. | František Skladaný  | Slowakei           | RW       | Colorado Avalanche (von New York Rangers)                                           | Boston University (NCAA)                 |
| 144. | Cody McCormick      | Kanada             | C        | Colorado Avalanche Anm. 14                                                          | Belleville Bulls (OHL)                   |
| 145. | Jim Hakewill        | Vereinigte Staaten | D        | Calgary Flames                                                                      | Westminster High School (US High School) |
| 146. | Jussi Timonen       | Finnland           | D        | Philadelphia Flyers (von Nashville Predators)                                       | KalPa (Suomi-sarja)                      |
| 147. | Jiří Jakeš          | Tschechien         | RW       | Boston Bruins                                                                       | Brandon Wheat Kings (WHL)                |
| 148. | David Klema         | Vereinigte Staaten | C        | Phoenix Coyotes                                                                     | Des Moines Buccaneers (USHL)             |
| 149. | Mikko Viitanen      | Finnland           | D        | Colorado Avalanche (von Ottawa Senators)                                            | Ahmat Hyvinkää (Mestis)                  |
| 150. | Bernd Brückler      | Osterreich         | G        | Philadelphia Flyers Anm. 15                                                         | Tri-City Storm (USHL)                    |
| 151. | Kevin Bieksa        | Kanada             | D        | Vancouver Canucks                                                                   | Bowling Green State University (NCAA)    |
| 152. | Terry Denike        | Kanada             | G        | Los Angeles Kings (von Toronto Maple Leafs via Tampa Bay Lightning)                 | Weyburn Red Wings (SJHL)                 |
| 153. | Tuukka Mäntylä      | Finnland           | D        | Los Angeles Kings                                                                   | Tappara Tampere (SM-liiga)               |
| 154. | Jake Brenk          | Vereinigte Staaten | C        | Edmonton Oilers                                                                     | Breck School (US High School)            |
| 155. | Michal Vondrka      | Tschechien         | RW       | Buffalo Sabres (von San Jose Sharks)                                                | HC České Budějovice (tschech. Extraliga) |
| 156. | Andy Schneider      | Vereinigte Staaten | D        | Pittsburgh Penguins                                                                 | Lincoln Stars (USHL)                     |
| 157. | Andreas Jämtin      | Schweden           | RW       | Detroit Red Wings (von Buffalo Sabres via Columbus Blue Jackets und Calgary Flames) | Färjestad BK (Elitserien)                |
| 158. | Roman Málek         | Tschechien         | G        | Philadelphia Flyers                                                                 | Slavia Prag (tschech. Extraliga)         |
| 159. | Dmitri Sjomin       | Russland           | C        | St. Louis Blues                                                                     | Spartak Moskau (Wysschaja Liga)          |
| 160. | Artjom Ternawski    | Russland           | D        | Washington Capitals                                                                 | Castors de Sherbrooke (LHJMQ)            |
| 161. | Mike Smith          | Kanada             | G        | Dallas Stars                                                                        | Sudbury Wolves (OHL)                     |
| 162. | Stefan Schauer      | Deutschland        | D        | Ottawa Senators                                                                     | SC Riessersee (2. Bundesliga)            |
| 163. | Andreas Salomonsson | Schweden           | LW       | New Jersey Devils                                                                   | Djurgårdens IF (Elitserien)              |
| 164. | Juri Trubatschow    | Russland           | C        | Calgary Flames (von Detroit Red Wings)                                              | SKA Sankt Petersburg (Superliga)         |
| 165. | Pierre-Luc Émond    | Kanada             | C        | Colorado Avalanche                                                                  | Voltigeurs de Drummondville (LHJMQ)      |

### Runde 6
| #    | Spieler             | Nationalität       | Position | NHL-Team                                                           | College-/Junioren-/Profi-Team              |
| ---- | ------------------- | ------------------ | -------- | ------------------------------------------------------------------ | ------------------------------------------ |
| 166. | Andy Chiodo         | Kanada             | G        | New York Islanders                                                 | Toronto St. Michael’s Majors (OHL)         |
| 167. | Michal Blažek       | Tschechien         | D        | Dallas Stars (von Tampa Bay Lightning)                             | HC Vsetín U20 (Tschechien U20)             |
| 168. | Maxim Kondratjew    | Russland           | D        | Toronto Maple Leafs (von Atlanta Thrashers)                        | ZSK WWS Samara (Wysschaja Liga)            |
| 169. | Dustin Johner       | Kanada             | C        | Florida Panthers                                                   | Seattle Thunderbirds (WHL)                 |
| 170. | Ján Tabaček         | Slowakei           | D        | Mighty Ducks of Anaheim                                            | MHC Martin (slowak. Extraliga)             |
| 171. | Eric Himelfarb      | Kanada             | C        | Canadiens de Montréal (von Minnesota Wild)                         | Sarnia Sting (OHL)                         |
| 172. | Dennis Seidenberg   | Deutschland        | D        | Philadelphia Flyers (von Canadiens de Montréal)                    | Adler Mannheim (DEL)                       |
| 173. | Justin Aikins       | Kanada             | RW       | Columbus Blue Jackets                                              | Langley Hornets (BCHL)                     |
| 174. | Alexander Golowin   | Russland           | LW       | Chicago Blackhawks                                                 | Awangard Omsk II (Perwaja Liga)            |
| 175. | Ryane Clowe         | Kanada             | LW       | San Jose Sharks Anm. 16                                            | Océanic de Rimouski (LHJMQ)                |
| 176. | Marek Židlický      | Tschechien         | D        | New York Rangers                                                   | HIFK Helsinki (SM-liiga)                   |
| 177. | Andrei Rasin        | Russland           | C        | Philadelphia Flyers (von Calgary Flames)                           | Metallurg Magnitogorsk (Superliga)         |
| 178. | Anton Lawrentjew    | Russland           | D        | Nashville Predators                                                | Ak Bars Kasan II (Perwaja Liga)            |
| 179. | Andrew Alberts      | Vereinigte Staaten | D        | Boston Bruins                                                      | Waterloo Black Hawks (USHL)                |
| 180. | Scott Polaski       | Vereinigte Staaten | RW       | Phoenix Coyotes                                                    | Sioux City Musketeers (USHL)               |
| 181. | Daniel Boisclair    | Kanada             | G        | Carolina Hurricanes                                                | Cape Breton Screaming Eagles (LHJMQ)       |
| 182. | Tom Cavanagh        | Vereinigte Staaten | C        | San Jose Sharks (von Vancouver Canucks)                            | Phillips Exeter Academy (US High School)   |
| 183. | Jaroslav Sklenář    | Tschechien         | LW       | Toronto Maple Leafs                                                | HC Brno (tschech. 1. Liga)                 |
| 184. | Scott Horvath       | Vereinigte Staaten | RW       | Colorado Avalanche (von Los Angeles Kings via Tampa Bay Lightning) | University of Massachusetts Amherst (NCAA) |
| 185. | Mikael Svensk       | Schweden           | D        | Edmonton Oilers                                                    | Västra Frölunda U20 (J20 SuperElit)        |
| 186. | Petr Punčochář      | Tschechien         | D        | Chicago Blackhawks (von San Jose Sharks)                           | HC Karlovy Vary (tschech. Extraliga)       |
| 187. | Artem Wostrikow     | Russland           | C        | Columbus Blue Jackets (von Pittsburgh Penguins)                    | Lada Toljatti II (Perwaja Liga)            |
| 188. | Art Femenella       | Vereinigte Staaten | D        | Tampa Bay Lightning (von Buffalo Sabres via Los Angeles Kings)     | Sioux City Musketeers (USHL)               |
| 189. | Pasi Nurminen       | Finnland           | G        | Atlanta Thrashers (von Philadelphia Flyers)                        | Jokerit Helsinki (SM-liiga)                |
| 190. | Brett Scheffelmaier | Kanada             | D        | St. Louis Blues                                                    | Medicine Hat Tigers (WHL)                  |
| 191. | Zbyněk Novák        | Tschechien         | C        | Washington Capitals                                                | Slavia Prag U20 (Tschechien U20)           |
| 192. | Jussi Jokinen       | Finnland           | LW       | Dallas Stars                                                       | Kärpät Oulu U20 (Nuorten SM-liiga)         |
| 193. | Brooks Laich        | Kanada             | C        | Ottawa Senators                                                    | Moose Jaw Warriors (WHL)                   |
| 194. | James Massen        | Vereinigte Staaten | RW       | New Jersey Devils                                                  | Sioux Falls Stampede (USHL)                |
| 195. | Nick Pannoni        | Kanada             | G        | Detroit Red Wings                                                  | Seattle Thunderbirds (WHL)                 |
| 196. | Charlie Stephens    | Kanada             | C        | Colorado Avalanche                                                 | Guelph Storm (OHL)                         |

### Runde 7
| #    | Spieler            | Nationalität       | Position | NHL-Team                                                     | College-/Junioren-/Profi-Team           |
| ---- | ------------------ | ------------------ | -------- | ------------------------------------------------------------ | --------------------------------------- |
| 197. | Jan Holub          | Tschechien         | D        | New York Islanders                                           | Bílí Tygři Liberec U20 (Tschechien U20) |
| 198. | Ivan Koložváry     | Slowakei           | C        | Toronto Maple Leafs (von Tampa Bay Lightning)                | Dukla Trenčín (slowak. Extraliga)       |
| 199. | Matt Suderman      | Kanada             | D        | Atlanta Thrashers                                            | Saskatoon Blades (WHL)                  |
| 200. | Toni Koivisto      | Finnland           | LW       | Florida Panthers                                             | Lukko Rauma (SM-liiga)                  |
| 201. | Colin FitzRandolph | Vereinigte Staaten | RW       | Atlanta Thrashers (von Mighty Ducks of Anaheim)              | PhillipsExeter Academy (US High School) |
| 202. | Derek Boogaard     | Kanada             | LW       | Minnesota Wild                                               | Prince George Cougars (WHL)             |
| 203. | Andrew Archer      | Kanada             | D        | Canadiens de Montréal                                        | Guelph Storm (OHL)                      |
| 204. | Raffaele Sannitz   | Schweiz            | C        | Columbus Blue Jackets                                        | HC Lugano (NLA)                         |
| 205. | Teemu Jääskeläinen | Finnland           | D        | Chicago Blackhawks                                           | Ilves Tampere U20 (Nuorten SM-liiga)    |
| 206. | Petr Přeučil       | Tschechien         | LW       | New York Rangers                                             | Remparts de Québec (LHJMQ)              |
| 207. | Garett Bembridge   | Kanada             | RW       | Calgary Flames                                               | Saskatoon Blades (WHL)                  |
| 208. | Thierry Douville   | Kanada             | D        | Philadelphia Flyers (von Nashville Predators)                | Drakkar de Baie-Comeau (LHJMQ)          |
| 209. | Jordan Sigalet     | Kanada             | G        | Boston Bruins                                                | Victoria Salsa (BCHL)                   |
| 210. | Steve Belanger     | Vereinigte Staaten | G        | Phoenix Coyotes                                              | Kamloops Blazers (WHL)                  |
| 211. | Sean Curry         | Vereinigte Staaten | D        | Carolina Hurricanes                                          | Tri-City Americans (WHL)                |
| 212. | Jason King         | Kanada             | RW       | Vancouver Canucks                                            | Halifax Mooseheads (LHJMQ)              |
| 213. | Ján Chovan         | Slowakei           | G        | Toronto Maple Leafs                                          | Belleville Bulls (OHL)                  |
| 214. | Cristobal Huet     | Frankreich         | G        | Los Angeles Kings                                            | HC Lugano (NLA)                         |
| 215. | Dan Baum           | Kanada             | LW       | Edmonton Oilers                                              | Prince George Cougars (WHL)             |
| 216. | Oleg Minakow       | Russland           | C        | Chicago Blackhawks (von San Jose Sharks)                     | Elemasch Elektrostal (Wysschaja Liga)   |
| 217. | Tomáš Duba         | Tschechien         | G        | Pittsburgh Penguins                                          | HC Berounští Medvědi (tschech. 1. Liga) |
| 218. | Jan Platil         | Tschechien         | D        | Ottawa Senators (von Buffalo Sabres via Tampa Bay Lightning) | Barrie Colts (OHL)                      |
| 219. | Dennis Packard     | Vereinigte Staaten | LW       | Tampa Bay Lightning (von Philadelphia Flyers)                | Harvard University (NCAA)               |
| 220. | David Moss         | Vereinigte Staaten | RW       | Calgary Flames (von St. Louis Blues)                         | Cedar Rapids RoughRiders (USHL)         |
| 221. | Johnny Oduya       | Schweden           | D        | Washington Capitals                                          | Tigres de Victoriaville (LHJMQ)         |
| 222. | Jeremy Van Hoof    | Kanada             | D        | Tampa Bay Lightning (von Dallas Stars)                       | Ottawa 67’s (OHL)                       |
| 223. | Brandon Bochenski  | Vereinigte Staaten | RW       | Ottawa Senators                                              | Lincoln Stars (USHL)                    |
| 224. | Tony Mårtensson    | Schweden           | C        | Mighty Ducks of Anaheim (von New Jersey Devils)              | Brynäs IF (Elitserien)                  |
| 225. | David Printz       | Schweden           | D        | Philadelphia Flyers (von Ottawa Senators Anm. 17)            | Great Falls Americans (AWHL)            |
| 226. | Pontus Petterström | Schweden           | LW       | New York Rangers (von Detroit Red Wings via Calgary Flames)  | Tingsryds AIF (Allsvenskan)             |
| 227. | Marek Svatoš       | Slowakei           | RW       | Colorado Avalanche                                           | Kootenay Ice (WHL)                      |

### Runde 8
| #    | Spieler               | Nationalität       | Position | NHL-Team                                                | College-/Junioren-/Profi-Team        |
| ---- | --------------------- | ------------------ | -------- | ------------------------------------------------------- | ------------------------------------ |
| 228. | Mike Bray             | Kanada             | RW       | New York Islanders                                      | Remparts de Québec (LHJMQ)           |
| 229. | Aaron Voros           | Kanada             | RW       | New Jersey Devils (von Tampa Bay Lightning)             | Victoria Salsa (BCHL)                |
| 230. | Leonid Schwatschkin   | Russland           | D        | New York Rangers (von Atlanta Thrashers)                | Witjas Podolsk II (Perwaja Liga)     |
| 231. | Kyle Bruce            | Kanada             | RW       | Florida Panthers                                        | Prince Albert Raiders (WHL)          |
| 232. | Martin Gerber         | Schweiz            | G        | Mighty Ducks of Anaheim                                 | SCL Tigers (NLA)                     |
| 233. | Joe Campbell          | Vereinigte Staaten | D        | Calgary Flames (von Minnesota Wild via San Jose Sharks) | Des Moines Buccaneers (USHL)         |
| 234. | Carl Åslund           | Schweden           | D        | Buffalo Sabres (von San Jose Sharks Anm. 18)            | Huddinge IK U20 (J20 SuperElit)      |
| 235. | Neil Petruic          | Kanada             | D        | Ottawa Senators (von Canadiens de Montréal)             | Kindersley Klippers (SJHL)           |
| 236. | Ryan Bowness          | Kanada             | RW       | Columbus Blue Jackets                                   | Brampton Battalion (OHL)             |
| 237. | Mike Gabinet          | Kanada             | D        | Los Angeles Kings (von Chicago Blackhawks)              | University of Nebraska Omaha (NCAA)  |
| 238. | Ryan Hollweg          | Vereinigte Staaten | C        | New York Rangers                                        | Medicine Hat Tigers (WHL)            |
| 239. | Jake Riddle           | Vereinigte Staaten | LW       | Minnesota Wild (von Calgary Flames)                     | Seattle Thunderbirds (WHL)           |
| 240. | Gustav Gräsberg       | Schweden           | LW       | Nashville Predators                                     | Mora IK (Allsvenskan)                |
| 241. | Milan Jurčina         | Slowakei           | D        | Boston Bruins                                           | Halifax Mooseheads (LHJMQ)           |
| 242. | Andrew Murray         | Kanada             | C        | Columbus Blue Jackets Anm. 19                           | Selkirk Steelers (MJHL)              |
| 243. | František Lukeš       | Tschechien         | LW       | Phoenix Coyotes                                         | Toronto St. Michael’s Majors (OHL)   |
| 244. | Carter Trevisani      | Kanada             | D        | Carolina Hurricanes                                     | Ottawa 67’s (OHL)                    |
| 245. | Konstantin Michailow  | Russland           | C        | Vancouver Canucks                                       | Neftechimik Nischnekamsk (Superliga) |
| 246. | Tomáš Mojžíš          | Tschechien         | D        | Toronto Maple Leafs                                     | Moose Jaw Warriors (WHL)             |
| 247. | Marek Dubec           | Slowakei           | LW       | Buffalo Sabres (von Los Angeles Kings)                  | HC Vsetín U20 (Tschechien U20)       |
| 248. | Kari Haakana          | Finnland           | D        | Edmonton Oilers                                         | Jokerit Helsinki (SM-liiga)          |
| 249. | Matthew Maglione      | Vereinigte Staaten | D        | Washington Capitals (von San Jose Sharks)               | Princeton University (NCAA)          |
| 250. | Brandon Crawford-West | Vereinigte Staaten | G        | Pittsburgh Penguins                                     | Texas Tornado (NAHL)                 |
| 251. | Ville Hämäläinen      | Finnland           | RW       | Calgary Flames (von Buffalo Sabres)                     | SaiPa (SM-liiga)                     |
| 252. | Jean-François Soucy   | Kanada             | LW       | Tampa Bay Lightning (von Philadelphia Flyers)           | Rocket de Montréal (LHJMQ)           |
| 253. | Petr Čajánek          | Tschechien         | C        | St. Louis Blues                                         | HC Zlín (tschech. Extraliga)         |
| 254. | Peter Polčík          | Slowakei           | LW       | Washington Capitals                                     | MHC Nitra U20 (Slowakei U20)         |
| 255. | Marco Rosa            | Kanada             | C        | Dallas Stars                                            | Merrimack College (NCAA)             |
| 256. | Gregg Johnson         | Vereinigte Staaten | C        | Ottawa Senators                                         | Boston University (NCAA)             |
| 257. | Jewgeni Gamalei       | Russland           | D        | New Jersey Devils                                       | Chimik Woskressensk (Wysschaja Liga) |
| 258. | Dmitri Bykow          | Russland           | D        | Detroit Red Wings                                       | Ak Bars Kasan (Superliga)            |
| 259. | Dmitri Besrukow       | Russland           | LW       | Tampa Bay Lightning (von Colorado Avalanche)            | Neftechimik Nischnekamsk (Superliga) |

### Runde 9
| #    | Spieler                    | Nationalität       | Position | NHL-Team                                                           | College-/Junioren-/Profi-Team              |
| ---- | -------------------------- | ------------------ | -------- | ------------------------------------------------------------------ | ------------------------------------------ |
| 260. | Bryan Perez                | Vereinigte Staaten | LW       | New York Islanders                                                 | Michigan Technological University (NCAA)   |
| 261. | Witali Smoljaninow         | Kasachstan         | LW       | Tampa Bay Lightning                                                | Neftechimik Nischnekamsk II (Perwaja Liga) |
| 262. | Mario Cartelli             | Tschechien         | D        | Atlanta Thrashers                                                  | HC Oceláři Třinec (tschech. Extraliga)     |
| 263. | Ján Blanár                 | Slowakei           | D        | Florida Panthers                                                   | Dukla Trenčín (Slowakei U20)               |
| 264. | Pierre-Alexandre Parenteau | Kanada             | RW       | Mighty Ducks of Anaheim                                            | Saguenéens de Chicoutimi (LHJMQ)           |
| 265. | Dale Sullivan              | Kanada             | RW       | Dallas Stars (von Minnesota Wild)                                  | Olympiques de Hull (LHJMQ)                 |
| 266. | Viktor Ujčík               | Tschechien         | RW       | Canadiens de Montréal                                              | Slavia Prag (tschech. Extraliga)           |
| 267. | Ivan Majeský               | Slowakei           | D        | Florida Panthers (von Columbus Blue Jackets)                       | Ilves Tampere (SM-liiga)                   |
| 268. | Jeff Miles                 | Kanada             | RW       | Chicago Blackhawks                                                 | University of Vermont (NCAA)               |
| 269. | Juris Štāls                | Lettland           | C        | New York Rangers                                                   | Lukko Rauma U20 (Nuorten SM-liiga)         |
| 270. | Grant Jacobsen             | Kanada             | C        | St. Louis Blues (von Calgary Flames)                               | Regina Pats (WHL)                          |
| 271. | Mikko Lehtonen             | Finnland           | D        | Nashville Predators                                                | Kärpät Oulu (SM-liiga)                     |
| 272. | Aleš Píša                  | Tschechien         | D        | Edmonton Oilers (von Boston Bruins)                                | HC Pardubice (tschech. Extraliga)          |
| 273. | Severin Blindenbacher      | Schweiz            | D        | Phoenix Coyotes                                                    | Kloten Flyers (NLA)                        |
| 274. | Peter Reynolds             | Kanada             | D        | Carolina Hurricanes                                                | North Bay Centennials (OHL)                |
| 275. | Robert Müller              | Deutschland        | G        | Washington Capitals (von Vancouver Canucks via New York Islanders) | Adler Mannheim (DEL)                       |
| 276. | Mike Knoepfli              | Kanada             | LW       | Toronto Maple Leafs                                                | Georgetown Raiders (OPJHL)                 |
| 277. | Sébastien Laplante         | Kanada             | G        | Los Angeles Kings                                                  | Rayside-Balfour Sabres (NOJHL)             |
| 278. | Shay Stephenson            | Kanada             | LW       | Edmonton Oilers                                                    | Red Deer Rebels (WHL)                      |
| 279. | Ryan Jorde                 | Kanada             | D        | Buffalo Sabres (von San Jose Sharks)                               | Tri-City Americans (WHL)                   |
| 280. | Roman Kuchtinow            | Russland           | D        | New York Islanders (von Pittsburgh Penguins)                       | Metallurg Nowokusnezk (Superliga)          |
| 281. | Ilja Solarjow              | Kasachstan         | C        | Tampa Bay Lightning (von Buffalo Sabres)                           | Molot-Prikamje Perm (Superliga)            |
| 282. | Marcel Rodman              | Slowenien          | RW       | Boston Bruins (von Philadelphia Flyers)                            | Peterborough Petes (OHL)                   |
| 283. | Simon Skoog                | Schweden           | D        | St. Louis Blues                                                    | Mörrums GoIS IK (Allsvenskan)              |
| 284. | Viktor Hübl                | Tschechien         | C        | Washington Capitals                                                | Slavia Prag (tschech. Extraliga)           |
| 285. | Marek Tomica               | Tschechien         | C        | Dallas Stars                                                       | Slavia Prag (tschech. Extraliga)           |
| 286. | Toni Dahlman               | Finnland           | RW       | Ottawa Senators                                                    | Ilves Tampere (SM-liiga)                   |
| 287. | Juha-Pekka Ketola          | Finnland           | LW       | New York Islanders (von New Jersey Devils)                         | Lukko Rauma U20 (Nuorten SM-liiga)         |
| 288. | François Senez             | Kanada             | D        | Detroit Red Wings                                                  | Rensselaer Polytechnic Institute (NCAA)    |
| 289. | Henrik Bergfors            | Schweden           | D        | Tampa Bay Lightning (von Colorado Avalanche)                       | Södertälje SK U20 (J20 SuperElit)          |

## Statistik
| Rang | Nationalität       | Anzahl |
| ---- | ------------------ | ------ |
|      | Nordamerika        | 148    |
| 1.   | Kanada             | 107    |
| 2.   | Vereinigte Staaten | 41     |
|      | Europa             | 141    |
| 3.   | Russland           | 37     |
| 4.   | Tschechien         | 31     |
| 5.   | Finnland           | 24     |
| 6.   | Schweden           | 16     |
| 7.   | Slowakei           | 15     |
| 8.   | Deutschland        | 7      |
| 9.   | Schweiz            | 4      |
| 10.  | Kasachstan         | 2      |
| 10.  | Österreich         | 2      |
| 12.  | Frankreich         | 1      |
| 12.  | Lettland           | 1      |
| 12.  | Slowenien          | 1      |

| Rang | Position             | Anzahl |
| ---- | -------------------- | ------ |
| 1.   | Verteidiger          | 95     |
| 2.   | Center               | 63     |
| 3.   | rechte Flügelstürmer | 50     |
| 4.   | linke Flügelstürmer  | 47     |
| 5.   | Torhüter             | 34     |

| Rang | Liga                                              | Anzahl |
| ---- | ------------------------------------------------- | ------ |
| 1.   | Western Hockey League (WHL)                       | 45     |
| 2.   | Ontario Hockey League (OHL)                       | 41     |
| 3.   | Ligue de hockey junior majeur du Québec (LHJMQ)   | 26     |
| 4.   | National Collegiate Athletic Association (NCAA)   | 24     |
| 5.   | SM-liiga                                          | 19     |
| 6.   | Superliga                                         | 17     |
| 7.   | Tschechische Extraliga                            | 15     |
| 8.   | Wysschaja Liga                                    | 12     |
| 9.   | United States Hockey League (USHL)                | 11     |
| 10.  | Nuorten SM-liiga                                  | 8      |
| 10.  | US High School                                    | 8      |
| 12.  | Elitserien                                        | 7      |
| 12.  | Perwaja Liga                                      | 7      |
| 14.  | British Columbia Hockey League (BCHL)             | 5      |
| 14.  | Deutsche Eishockey Liga (DEL)                     | 5      |
| 14.  | Nationalliga A (NLA)                              | 5      |
| 14.  | Tschechien U20                                    | 5      |
| 18.  | Allsvenskan                                       | 4      |
| 18.  | Slowakische Extraliga                             | 4      |
| 20.  | J20 SuperElit                                     | 3      |
| 21.  | Tschechische 1. Liga                              | 2      |
| 21.  | 2. Eishockey-Bundesliga                           | 2      |
| 21.  | Manitoba Junior Hockey League (MJHL)              | 2      |
| 21.  | North American Hockey League (NAHL)               | 2      |
| 21.  | Saskatchewan Junior Hockey League (SJHL)          | 2      |
| 21.  | Slowakei U20                                      | 2      |
| 27.  | Alberta Junior Hockey League (AJHL)               | 1      |
| 27.  | Eastern Junior Hockey League (EJHL)               | 1      |
| 27.  | Mestis                                            | 1      |
| 27.  | Northern Ontario Junior Hockey League (NOJHL)     | 1      |
| 27.  | Ontario Provincial Junior A Hockey League (OPJHL) | 1      |
| 27.  | Suomi-sarja                                       | 1      |

## Rückblick

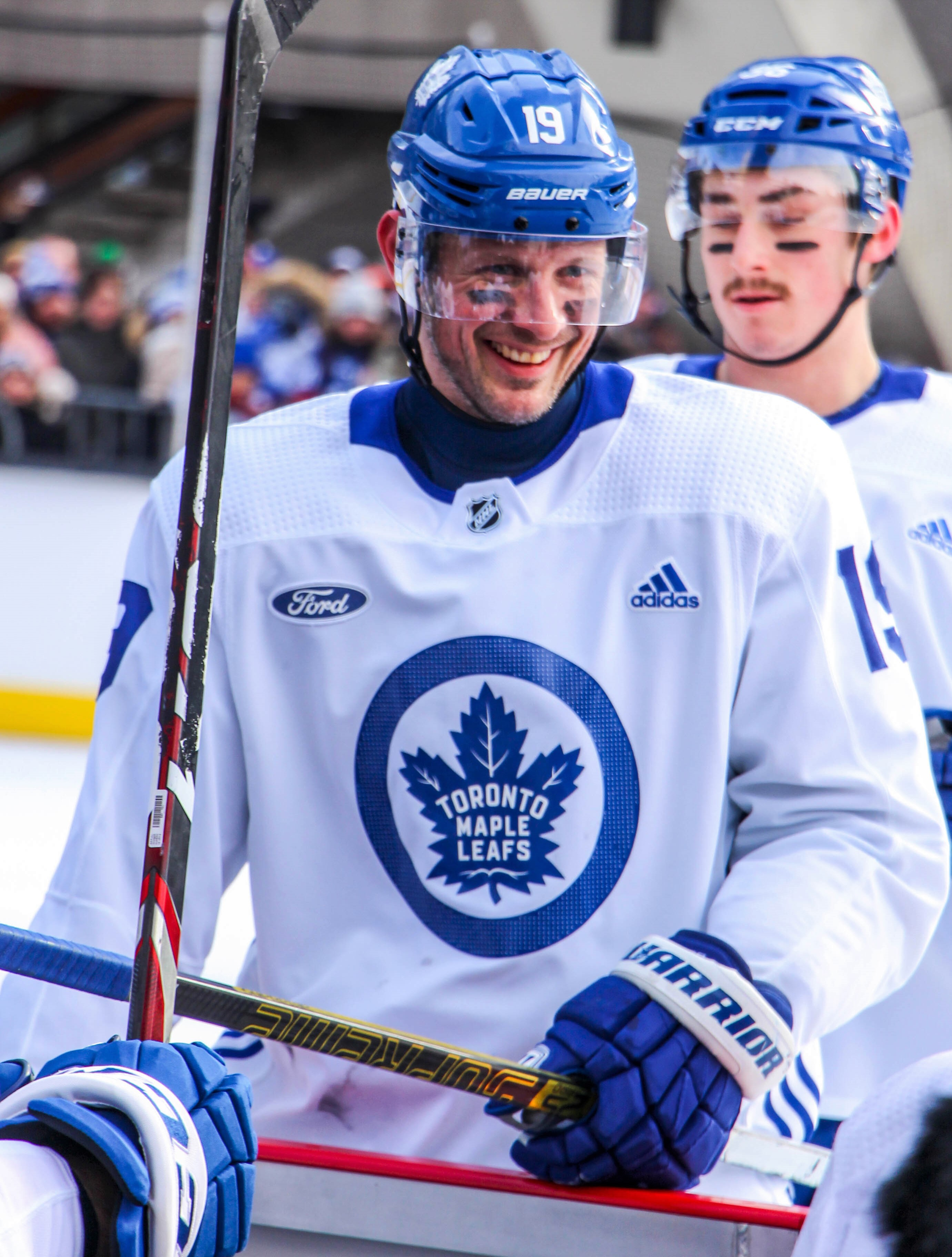
Jason Spezza, bester Scorer dieses Jahrgangs

Alle Spieler dieses Jahrgangs haben ihre NHL-Karrieren beendet. Die Tabellen zeigen die jeweils fünf besten Akteure in den Kategorien Spiele, Tore, Vorlagen und Scorerpunkte sowie die fünf Torhüter mit den meisten Siegen in der NHL. Darüber hinaus haben 126 der 289 gewählten Spieler (ca. 44 %) mindestens eine NHL-Partie bestritten.
Fett: Bestwert
| Pick | Spieler            | Position | Spiele | Tore | Assists | Punkte |
| ---- | ------------------ | -------- | ------ | ---- | ------- | ------ |
| 2.   | Jason Spezza       | C        | 1248   | 363  | 632     | 995    |
| 1.   | Ilja Kowaltschuk   | LW       | 926    | 443  | 433     | 876    |
| 55.  | Jason Pominville   | RW       | 1060   | 293  | 434     | 727    |
| 6.   | Mikko Koivu        | C        | 1035   | 206  | 505     | 711    |
| 49.  | Michael Cammalleri | LW       | 906    | 294  | 348     | 642    |
| 95.  | Patrick Sharp      | LW       | 939    | 287  | 333     | 620    |
| 71.  | Tomáš Plekanec     | C        | 1001   | 233  | 375     | 608    |
| 13.  | Aleš Hemský        | RW       | 845    | 174  | 398     | 572    |
| 12.  | Dan Hamhuis        | D        | 1148   | 59   | 297     | 356    |

| Pick | Spieler        | Spiele | Siege |
| ---- | -------------- | ------ | ----- |
| 73.  | Craig Anderson | 709    | 319   |
| 161. | Mike Smith     | 670    | 299   |
| 63.  | Peter Budaj    | 368    | 158   |
| 99.  | Ray Emery      | 287    | 145   |
| 214. | Cristobal Huet | 272    | 129   |